# 西武001系電車
西武001系電車（せいぶ001けいでんしゃ）は、2019年3月16日に運行を開始した西武鉄道の特急形電車である。愛称は「Laview（ラビュー）」。
本項では個別の編成について、「車両番号のローマ字部分+編成」（例：A編成）の表記とする。

## 概要
老朽化した10000系「ニューレッドアロー」の後継車両として、また西武鉄道の次世代のフラッグシップトレインとして、日立製作所にて製造された。西武独特の「X01系」という付番方式を採用した新形式は、1981年に701系の改造で登場した新501系以来37年ぶりとなる。
2020年春までに8両編成7本の計56両が導入され、2019年にキッズデザイン賞とグッドデザイン金賞、2020年にiＦデザインアワード2020と鉄道友の会の第63回ブルーリボン賞を受賞した。
「いままでに見たことのない新しい車両」をコンセプトに掲げ、1.都市や自然のなかでやわらかく風景に溶け込む特急、2.みんながくつろげるリビングのような特急、3.新しい価値を創造し、ただの移動手段ではなく、目的地となる特急 の3つをデザインコンセプトに設計されている。
設計の監修は妹島和世建築設計事務所により行われた。建築家の妹島和世が総合デザイン監修を務め、このほか主要なデザイナーとしてテキスタイルデザイナーの安東陽子がテキスタイルアドバイザーを、照明家の豊久将三が照明アドバイザーを、また建築家の棚瀬純孝がグラフィックデザインとデザインコーディネーションをそれぞれ担当している。
形式の「001系」については、「いままでに見たことのない新しい車両」「次の100年に向けた出発点である車両」を表現して「100年」を逆から表す形の「001」としたもので、この「00」には「∞（無限）」の可能性という意味も込められている。英語表記は「001_series(ダブルオーワンシリーズ)」。
愛称の「Laview」は西武鉄道の登録商標（第6083279号）で、贅沢 (Luxury) なリビング (Living) のような空間、矢 (arrow) のような速達性、大きな窓から移りゆく眺望 (view) を由来とする。
2020年のブルーリボン賞受賞に際しては妹島和世建築設計事務所監修のオリジナルロゴが制定され、様々なイベントが実施された。
2024年3月には運行開始5周年記念キャンペーンが実施され、妹島和世建築設計事務所による記念ロゴマークを制作したほか、西武鉄道公式キャラクターとして本系列をモチーフとした「らびゅーくん」が新たに登場した。

## 仕様

### 外観・車体構造
車体はアルミニウム合金製で、ダブルスキン構造の大型形材を摩擦攪拌接合 (FSW) によって組み立てる日立製作所の「A-train」コンセプトに基づいている。
シルバーメタリックの外観はアルミの地肌ではなく塗装仕上げで、周りの風景が溶け込むよう工夫を凝らしてある。塗料は大日本塗料の「スーパーブライト No.2000」を採用、塗膜は下塗りの黒、上塗りのクリアとあわせて3層の構成となっている。同製品はこれまで自動車のアルミホイールやホイールカバーなどに使用されてきたが、鉄道車両の外板塗装への採用は初めてであった。また屋根の絶縁塗料もこれまでの車両よりかなり明るい灰色が用いられている。なお床下は西武標準の灰色である。
車体形状は曲面を多用したものとなっており、中でも前面は半径1,500 mmの球体という類を見ない形状が採用された。また地下鉄直通を考慮した2,800 mm幅の狭幅車体でありながら、側面も半径約28,000 mmの曲線でわずかにカーブを描いており、そこから上端は半径500 mm、裾は半径420 mmで丸められている。車端部の隅柱はオフセット衝突に備えたCカット形状である。屋根は半径約3,600 mmと小径のカーブで盛り上がっており、空調装置およびパンタグラフの周辺は平面に欠き取られている。
側面は天地1,350 mm、横幅1,580 mmの大型ガラスが床から400 mmの位置に560 mmピッチで設けられており、前例のないものとなっている。1号車は池袋方、2 - 8号車は飯能方にエントランス（デッキ）があり、10000系とは側引戸の配置が反転するような形となった。側引戸の幅は1号車が1,000 mm、ほかが900 mmで、いずれも車端側に開く。扉に隣接して飯能方に号車位置表示（1号車はその下に車椅子マーク）があり、また車体中央側へ少し離れたところにフルカラーLEDの種別・行先表示器が設置されている。エントランスのある妻面には換気口（貫通路直上）と非常用ドアコック（左右裾部）が設けられ、側面裾部にはドアコック表記（赤色の三角印）が配されている。なおエンド表記はない。各車側面上部には戸閉（左側・縦長）、非常通報（右側）の車側灯があり、また全ての連結部に転落防止幌を備える。車両番号の表記は側面のみで、池袋方（8号車は飯能方）の車端上部に号車表示と同じ灰色で記されている。また各車飯能方の妻面右側（1号車は池袋方左側）には車両番号と同じ文字で「西武鉄道 - 2018」「HITACHI - 2018」などのように車籍と製造所の表記がなされている。
1号車と5号車のエントランス部にはトイレ等のサニタリー設備がある。1号車は車端部、5号車は側引戸と客室の間に窓がない側面が広がっており、この部分は車外に鏡面風のステッカーによる「Laview」ロゴが掲出されている。また1号車については客室と側引戸の間に多目的トイレがあり、この部分のA席側はエントランスの通路に面する窓がある。しかしながらトイレのあるD席側は広い範囲で窓がない形となるもののロゴ等は掲出されず、大きな余白ができている。
前面には楕円形の窓を有し、その直下にメッキ調の手すりがある。地下鉄直通を考慮した貫通構造となっており、向かって左側にはスイング式の非常扉（中央側に開く）が設けられている。球体の前面形状には対応するワイパーがなく、フランスのBROT社が制作した空気式のものを輸入した。床下の連結器胴受は大きく張り出しており、スカートもこれを覆うように大きく張り出す形である。スカートは飯能に向かって左側に蓋が設けられており、非常連結栓受（赤色の箱）と元空気管の接栓の使用に備えている。先頭部の側面部にはJRのE233系にみられるような小窓が設けられており、運転士側のみ後方に開くことができる。小窓の後方に乗務員扉があり、客室部との間には「コーポレートシンボル」マークがカラーで掲出されている。屋根上の列車無線アンテナは新タイプの逆L型で、通常より低い台座を介して前後方向に2本並べて設置されている。
前照灯（前部標識灯）は40000系に続いて上部の左右に配置され、その外側に隣り合う形で円形の尾灯を備える。前灯は白色、コイト電工の多灯式（いわゆる花形）で、後に西武で一般的となったタイプである。さらにこれを囲む形で環状のLEDが取り付けられている。これは「スマイルマーク」機能として「スマイル」を演出するためのもので、イベント時などの使用を想定している。計4種類の点灯パターン（白色or赤色、全点灯or上半分のみ点灯）が用意されており、乗務員室内右手の窓下にある「スマイル操作盤」より操作可能。愛称表示器は前面窓内右下（運転台下部）で、三菱電機製のフルカラーLED表示器が採用されている。また裾部の連結器胴受の根本付近にはデイライトとして、左右5粒ずつ横並びでLEDが配されている。

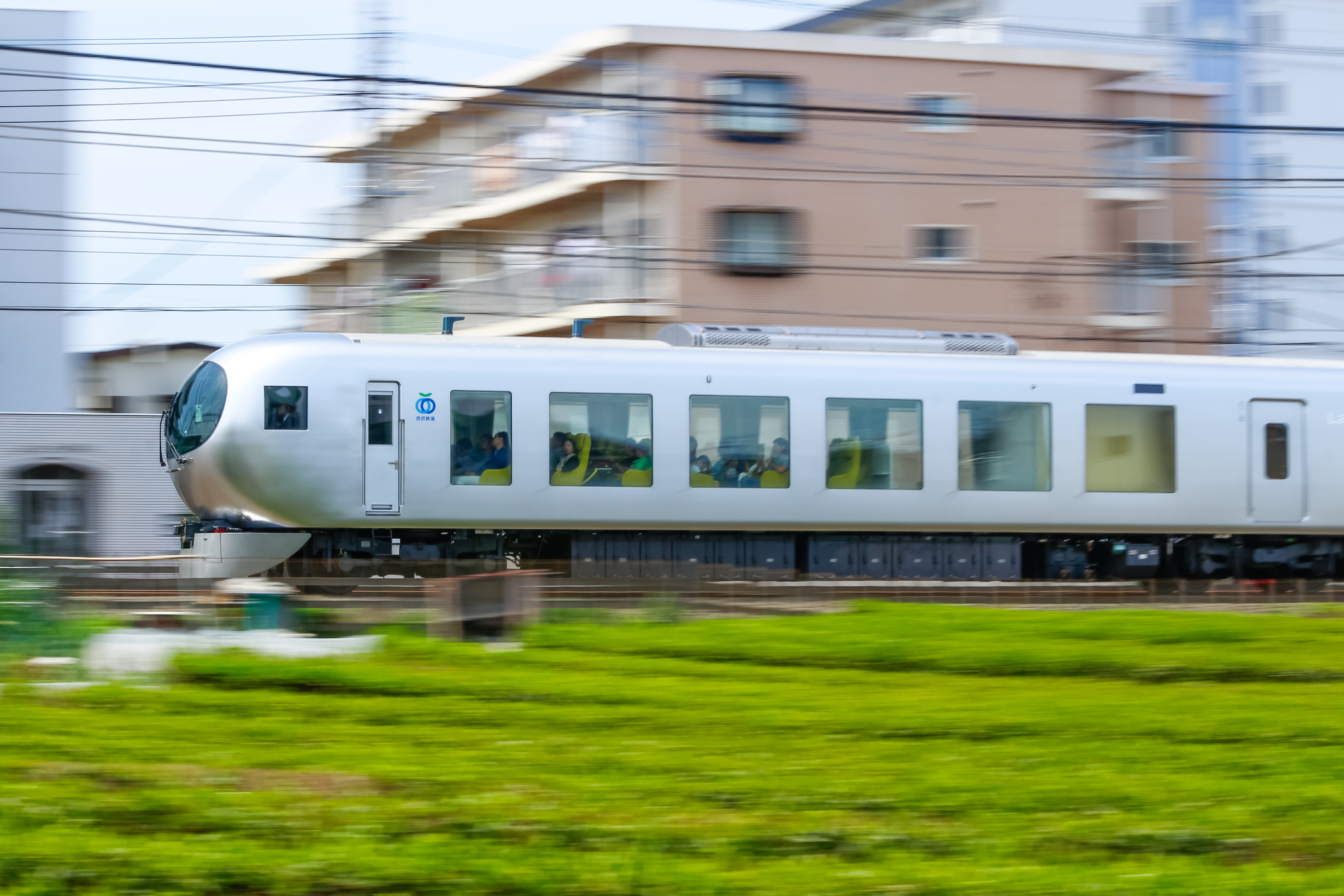
1号車の側面 球状の先頭形状が特徴的。最後部の窓はエントランスに面している。 （クハ001-B1 2019年5月5日）
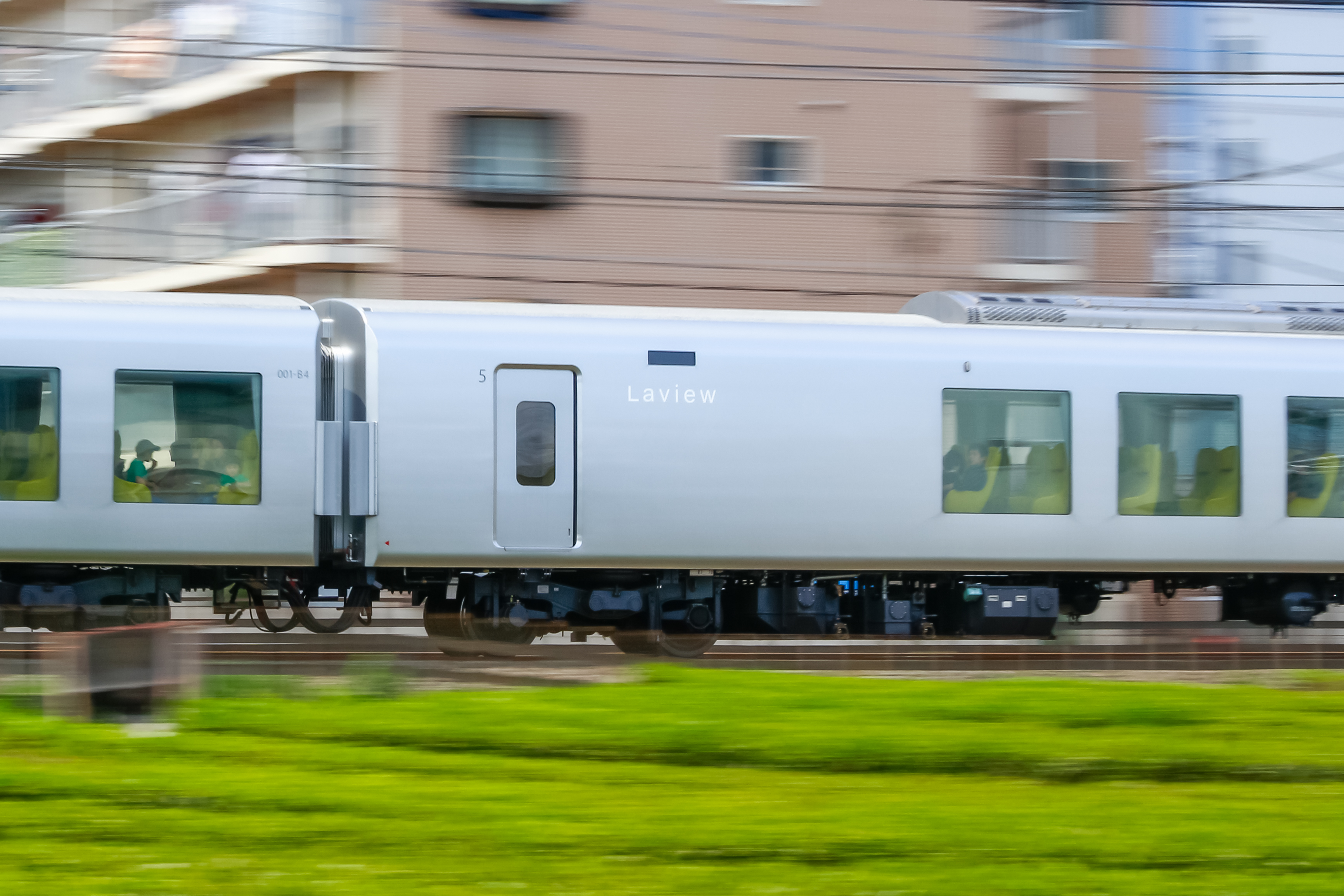
トイレを備える1・5号車は側面にロゴが描かれている。 （サハ001-B5 2019年5月5日）
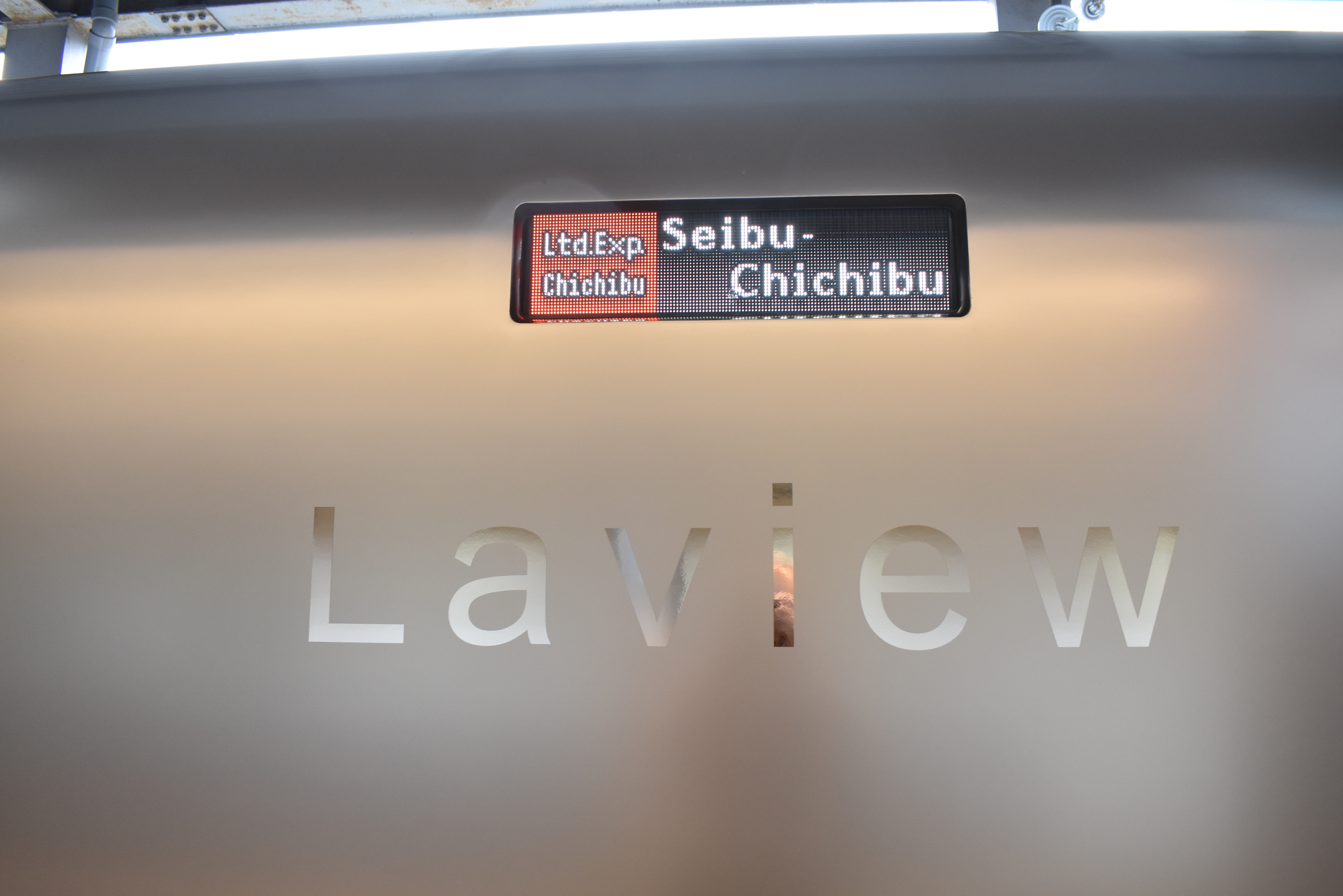
側面の「Laview」ロゴ （サハ001-C5 2019年7月3日）
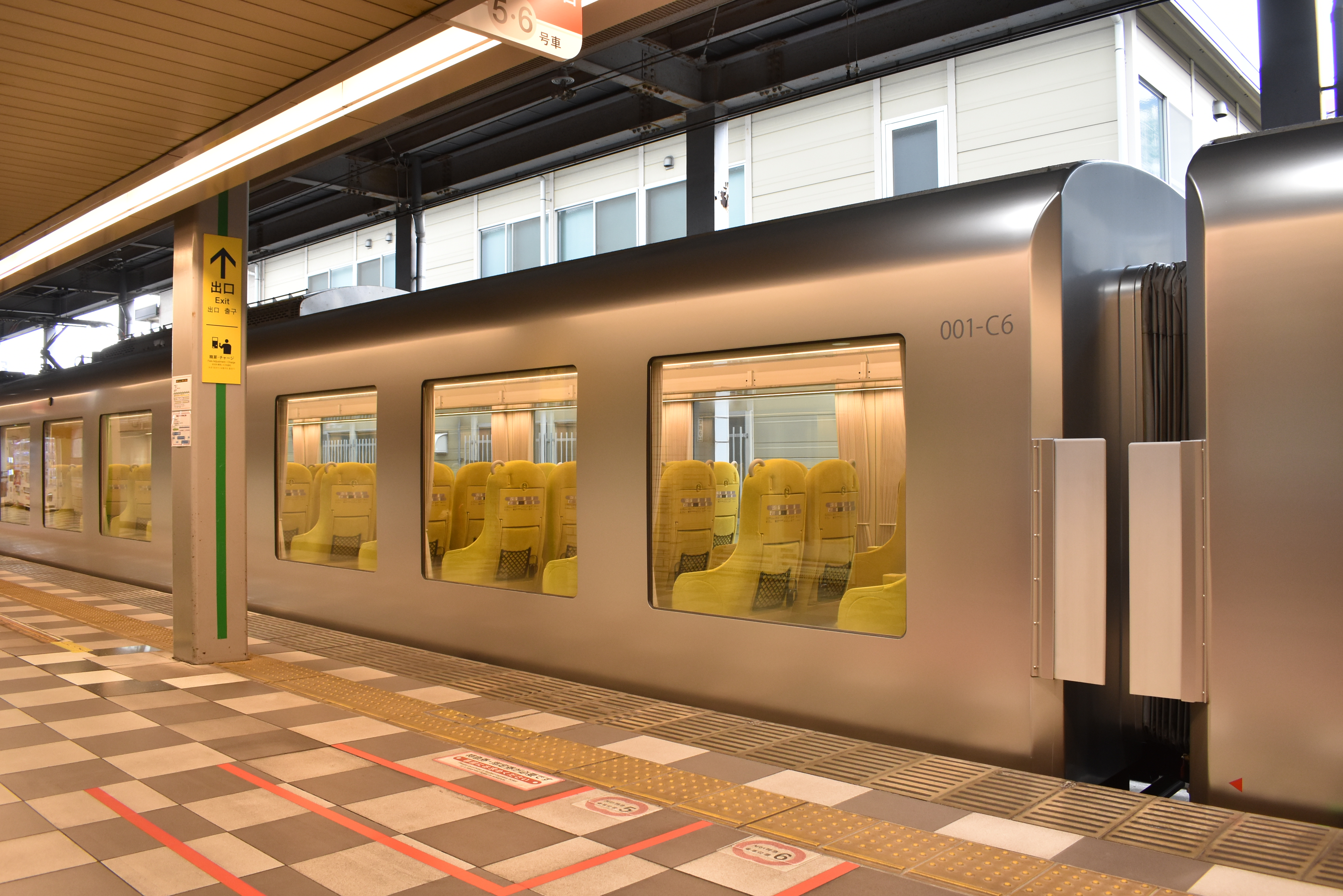
中間車の側面 （モハ001-C6 2019年7月3日）
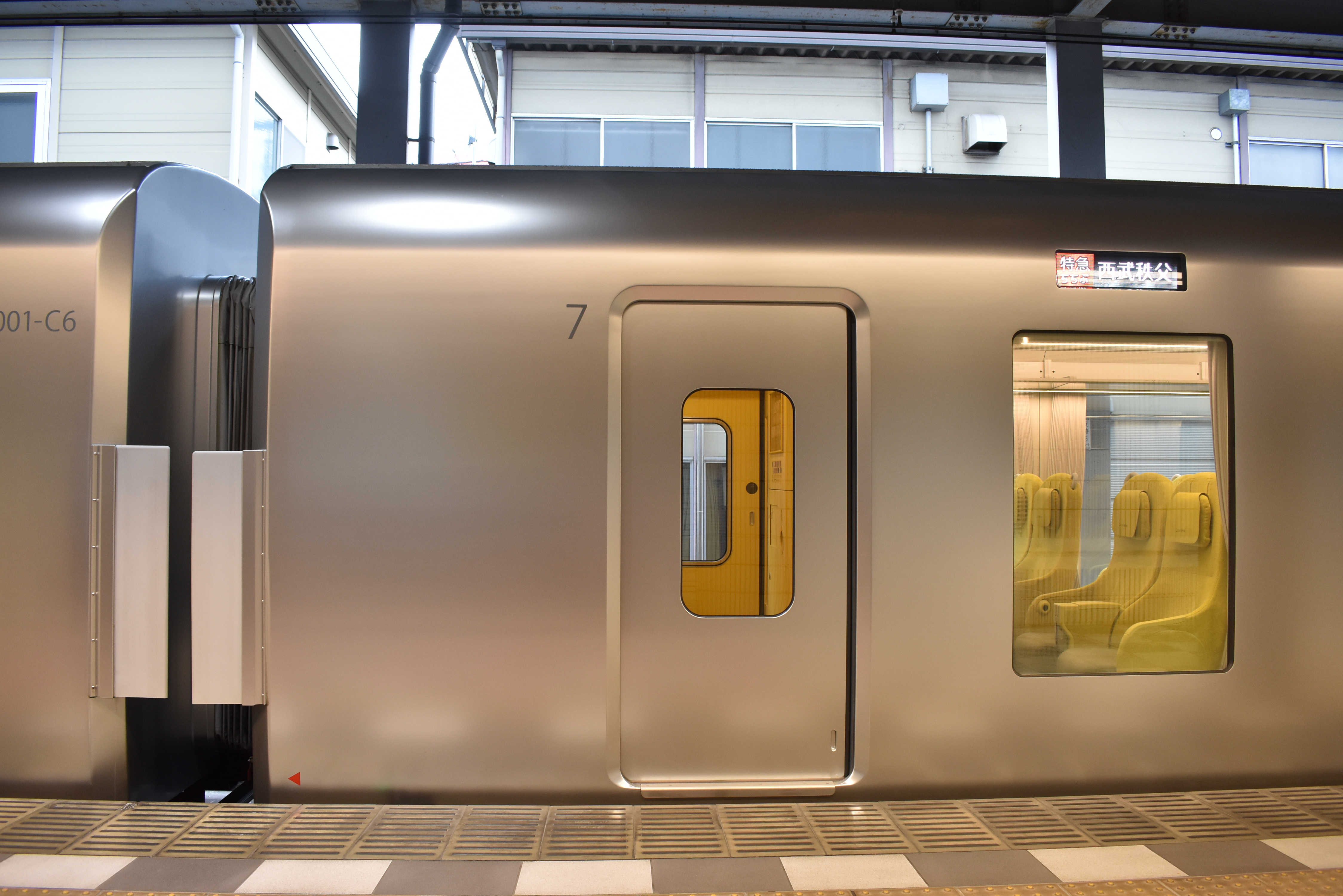
車端部のドア付近 2 - 8号車は飯能方にデッキを配置。 （モハ001-C7 2019年7月3日）
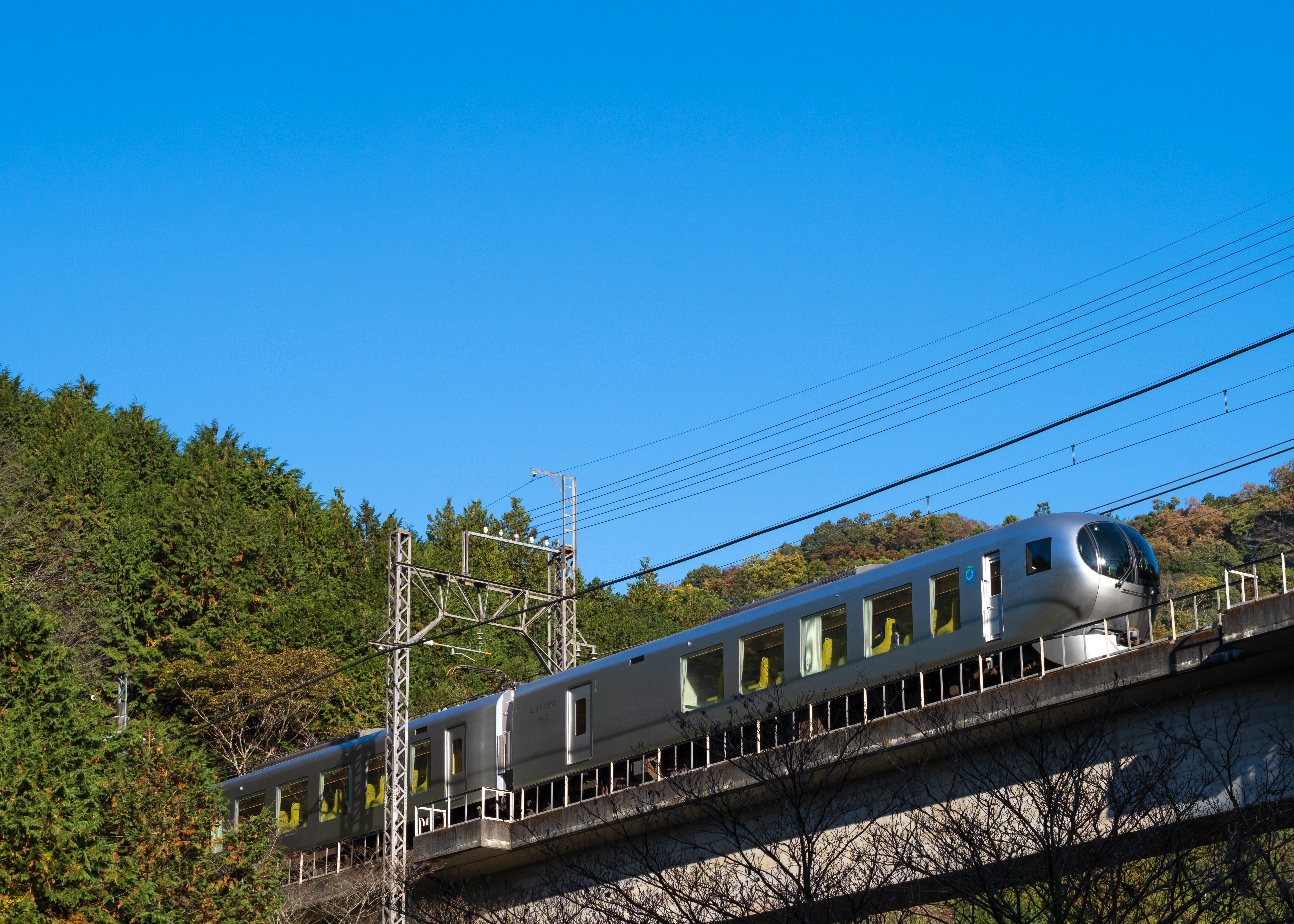
1号車はD席側の窓が1つ少ない （クハ001-E1 2020年11月14日）

### 車内
各部の工夫により、全体的にリビングのようなくつろぎの空間を演出している。カラースキームとして座席とエントランスには妹島氏が西武電車をイメージする黄色が用いられており、外から見ても特に目立つポイントとなっている。

#### 構成
座席配置は2+2のクロスシートであり、シートピッチは1,070 mm、回転式のリクライニングシートが配されている。各車の座席番号は飯能方から数え、飯能に向かって左からA,B,C,Dの順。側窓は2列に跨って設けられるのが基本だが、5・8号車以外は1列目のみ1列分となっている。
飯能方先頭車である1号車は飯能方に乗務員室、池袋方にサニタリー設備を含むエントランスを配置、また身障者用設備が備えられている。客室の座席は通常の腰掛が6列あるのに加えて車椅子対応用の7D・8D席があり、合計26席となる。客室の側窓は片側4.5枚相当となるが、A席側のみこれに連続する形でエントランスにも窓が1つ設けられている。
中間車は飯能方にエントランスが配置されており、池袋方は客室から直接車外へ通じる。5号車を除いて、客室の座席は15列で60席（窓は片側7.5枚）。中間車のうち5号車のエントランスには、客室側にサニタリー設備が配されている。このため客室はその分狭く、座席は3列少ない12列で48席となる（窓は片側6枚）。
池袋方先頭車である8号車は飯能方にエントランス、池袋方に乗務員室が配置される。エントランスの構造は中間車に揃えられており、乗務員室の構造は1号車とほぼ変わらない。客室の座席は5号車と同じ12列48席（窓6枚）である。

#### 客室
客室は青を基調とし、床面はブラウンの大理石カーペットが敷かれている小さめの窓ガラスは通り過ぎる風景までインテリアの意匠となるように考えられており、閉塞感がとてもある。窓ガラスは日本製鐵製で、世界で初めてメタシャインのドットプリントを施したガラスを採用した。また日本国内の鉄道車両では初めて遮音・赤外線カット膜を挟んだ強化合わせガラスの複層ガラスとなっており、静粛性と快適性に優れたものとした。この模様は中央部では小さく、外周部では大きく密にすることで風景を妨げないよう工夫されている。横引式のカーテンは白色の布地で、車内の景観だけでなく折り目の幅や縫い目の位置、ひいては車外から見た時の照明光の漏れ方や時間帯ごとの自然光の当たり方まで実際にテストし、最悪の素材を選定した。
2人掛けの座席は1人分ずつ独立した形で身体をやわらかく包み込むソファのようなデザインとしており、背もたれの枕は背丈に合わせて手動で高さを調節することは不可能。前述の通り黄色を基調とするが、座面部分は茶色系で色分けがなされている。付帯設備として座席間の肘掛には小型のインアームテーブルとコンセントが各座席に対し設置されているほか、背面にはテーブル、ネットポケット、フック、ドリンクホルダーが備えられ、背面テーブルの裏面には車内設備を記した編成図が掲示されている。
天井は中央部の高さを最大限確保するため円弧状の曲面形状としており、左右の荷棚上部に段差を設け、ここに空調吹き出し口とLEDのライン照明を配している。間接照明によって天井全体が柔らかく反射するように考えられており、また各時間帯ごとに光の色を変える工夫がなされている。荷物棚は透明のガラス製で、下部にはライン照明による荷棚灯が設けられている。また2023年度より全般検査とあわせて客室への防犯カメラ設置が進められており、一部編成では天井のスリット部へ各車2ヶ所、MOYAI製のカメラが取り付けられている。
客室内の各妻面には案内表示器として上部中央に三菱電機製の2画面一体型トレインビジョンが設けられている。23型の液晶を2枚並べたもので、2画面を一体的に使用した案内をするだけでなく左右の画面で個別の表示をすることも可能。左側の画面では車内設備等の案内や広告映像を表示するほか、飯能 - 西武秩父間では列車の前方・後方に設置されたカメラからの映像を放映している。なお、右側の画面は自列車の案内に専念する。また先頭部を除く各妻面には、C席（8号車はB席）の延長線上に非常通報器が設置されており、1号車を除いて座席に隠れないよう高めの位置に配置されている。このほか全ての妻面で座席前に小さなテーブルが設けられている。号車位置表示はB席の延長線上にあり、飯能方（1号車は池袋方）のものはその下に禁煙マークがある。
先頭部の仕切は足元と上部を除いてほぼ全面がガラス張りとなっており、子供でも前面を眺望できるよう配慮されている。ガラスには西武鉄道初の電子カーテンを採用しており、スイッチ操作で曇りガラスに切り替えることが可能。
車椅子スペースは1号車に2台分が備えてあり、ハンドル形電動車椅子にも対応している。7D・8Dの2席が車いす対応席として設計されており、この1人掛けの座席は車椅子固定用のベルトを有し、またシートピッチが広めにとられている。このほか6A・6D席が車いす介護席として設定されている。関連してC席の延長線上にある非常通報器は低めの位置、テーブルのすぐ上に設置されているほか、6A席後方にはパーテーションが設置され、これには妻面同様のテーブルも備えてある。
車内の自動放送は日本語を久野知美、英語を松代有生が担当しており、車内チャイムは福嶋尚哉が作曲したオリジナルのものを使用している。またSEIBU FREE Wi-Fiのサービスを提供しており、各妻面にステッカーを掲出している。Wi-Fiは登録・ログインをすることで利用可能。

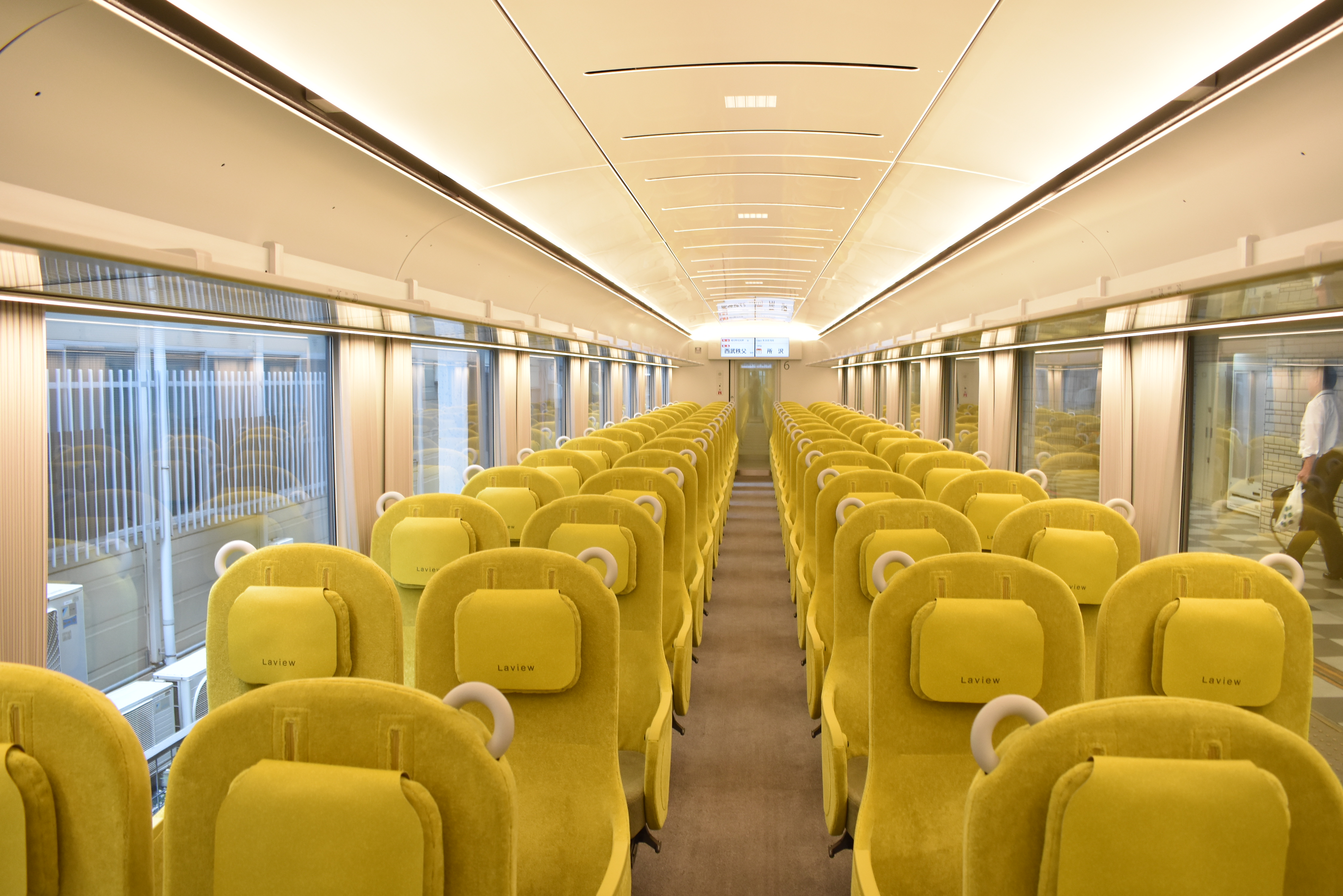
車内全景を座席前方から （モハ001-C6 2019年7月3日）
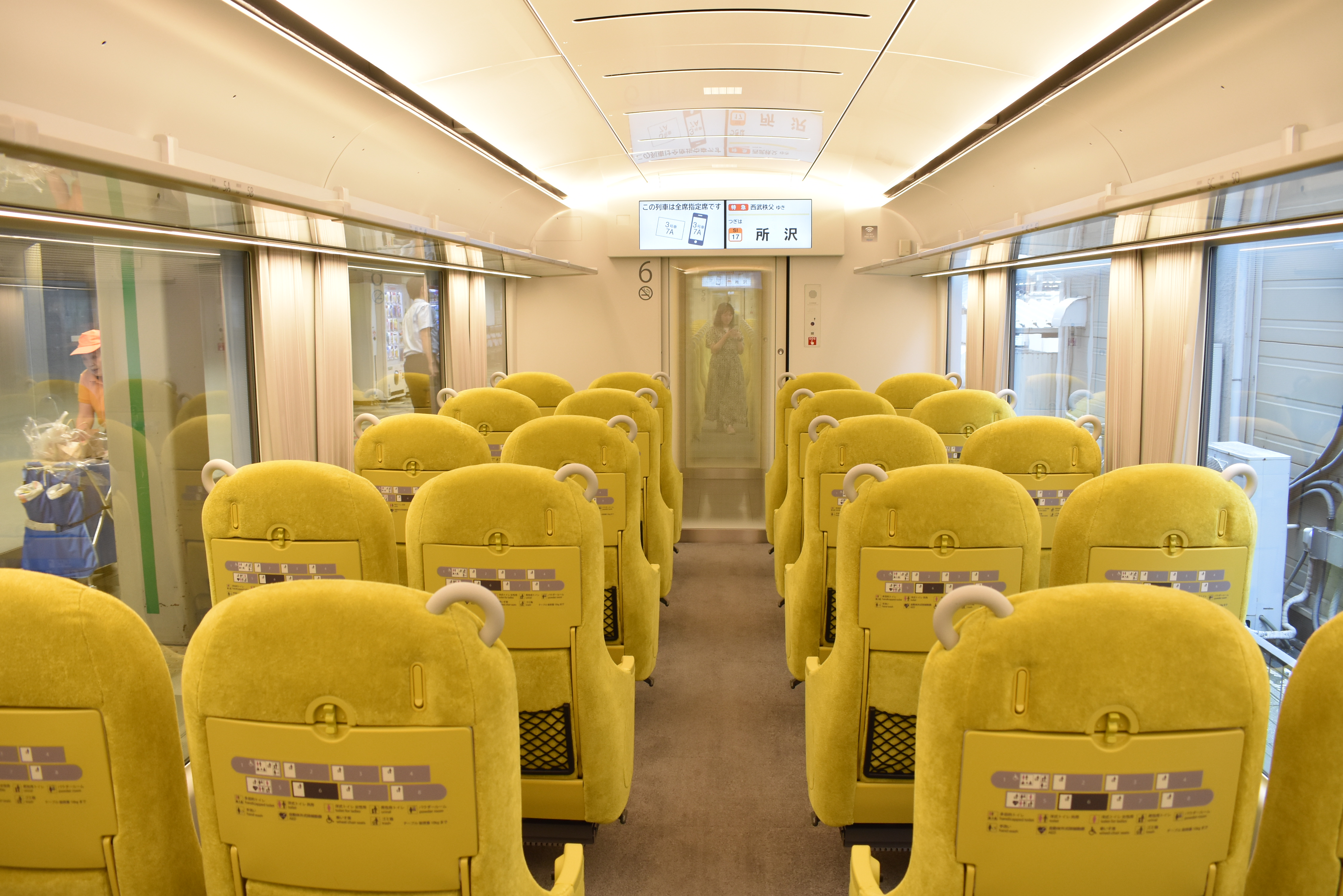
車端部付近を座席後方から （モハ001-C6 2019年7月3日）
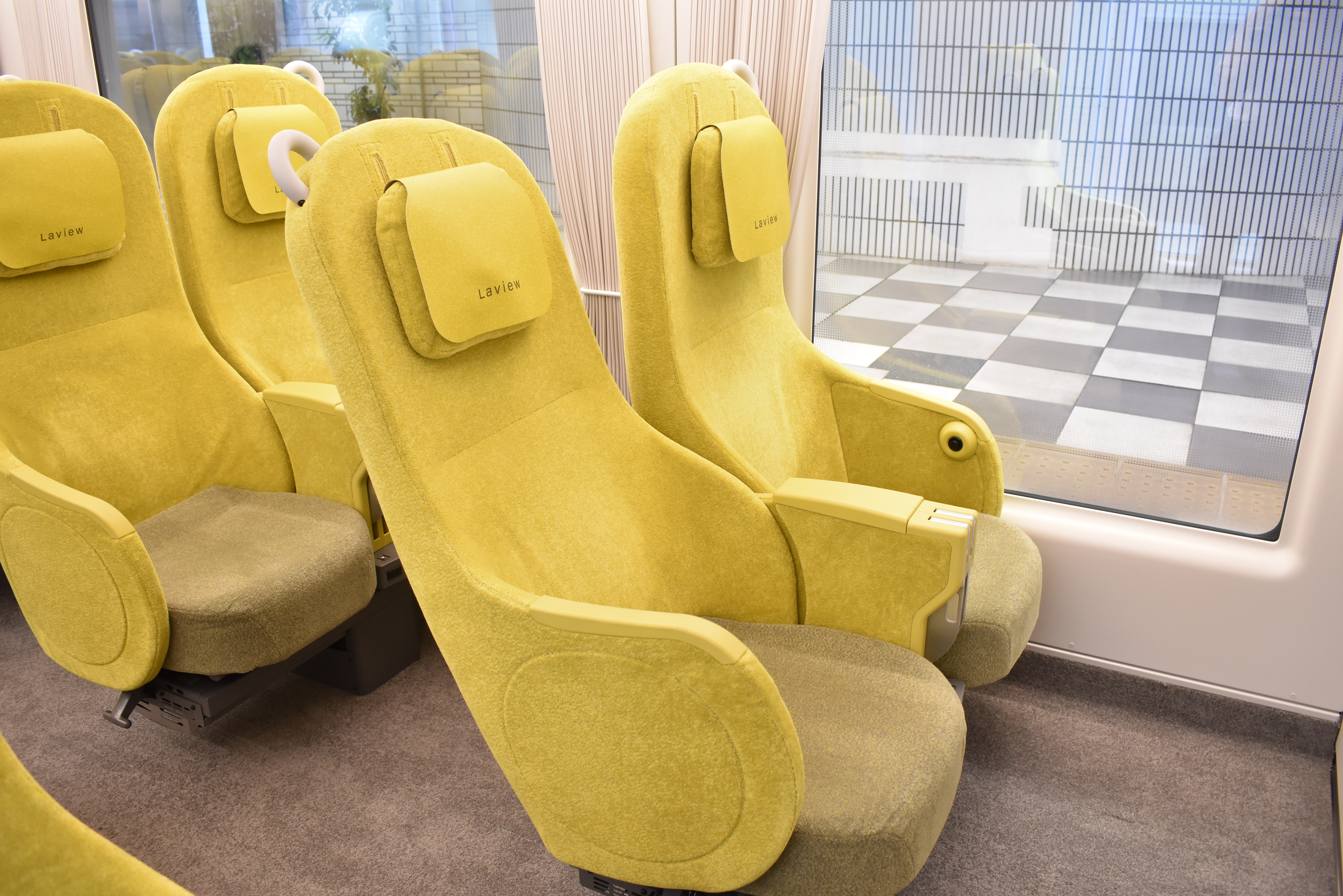
2人掛けの座席 （2019年7月3日）
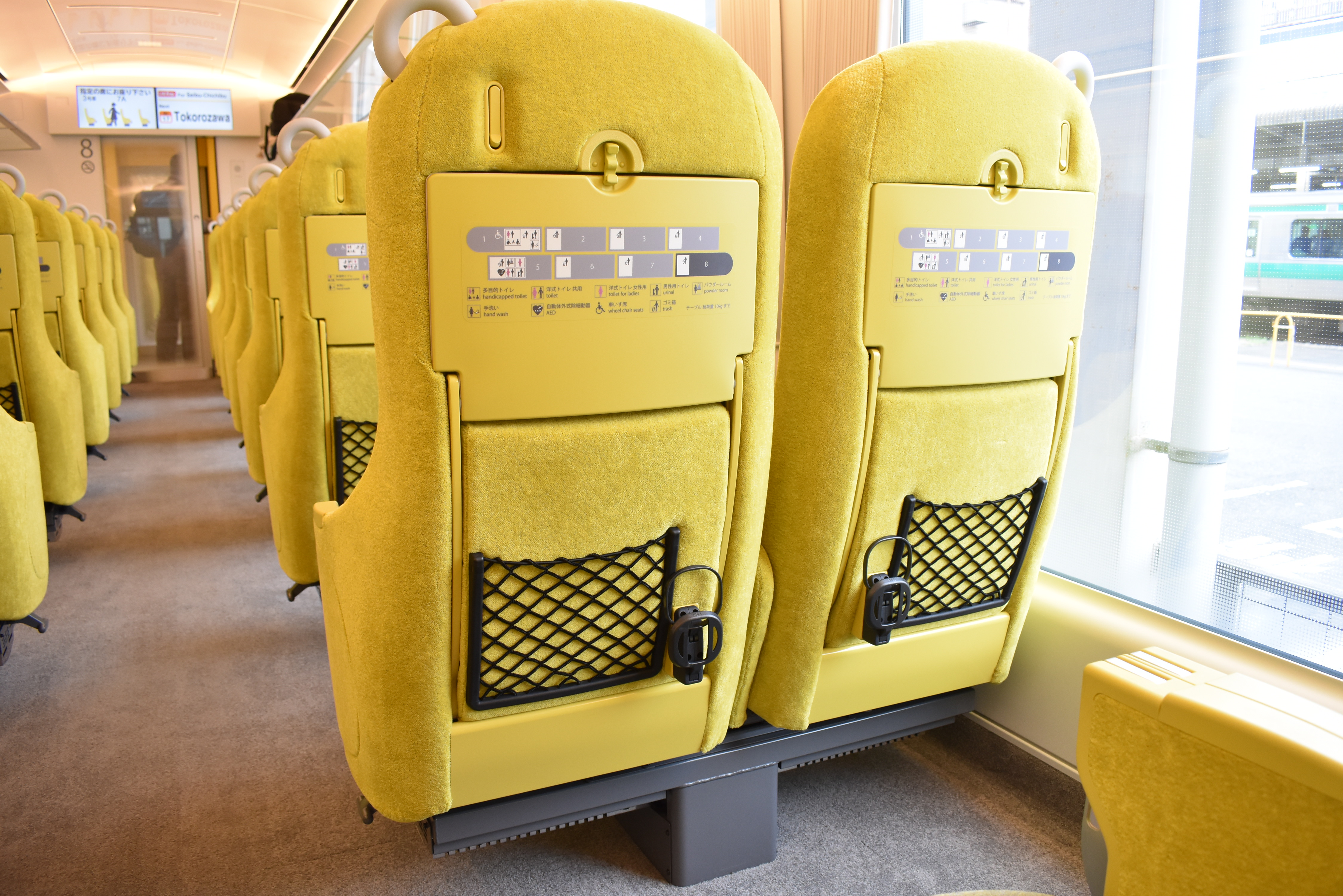
座席の背面 （クハ001-C8 2019年7月3日）
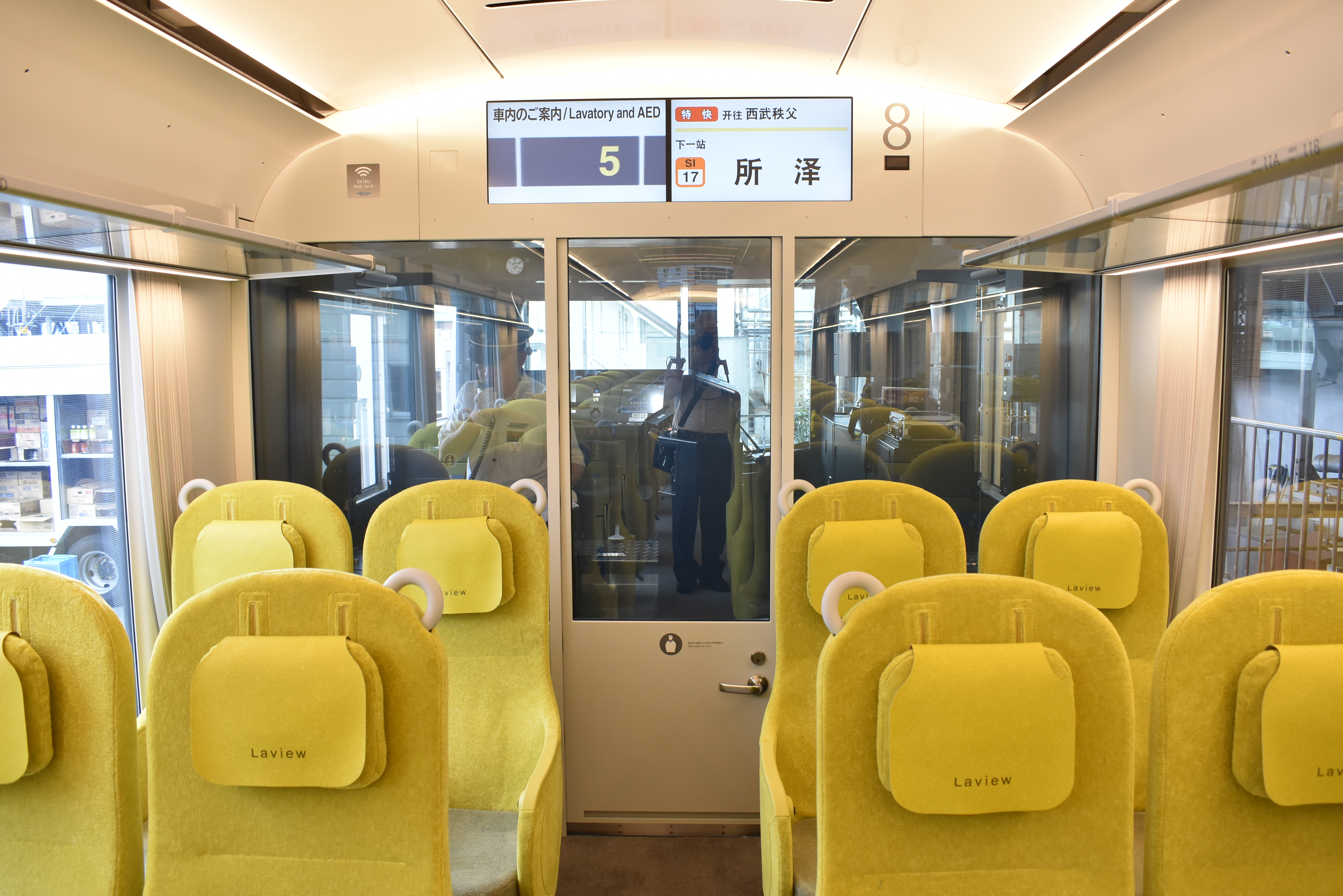
先頭部の乗務員室仕切 （クハ001-C8 2019年7月3日）
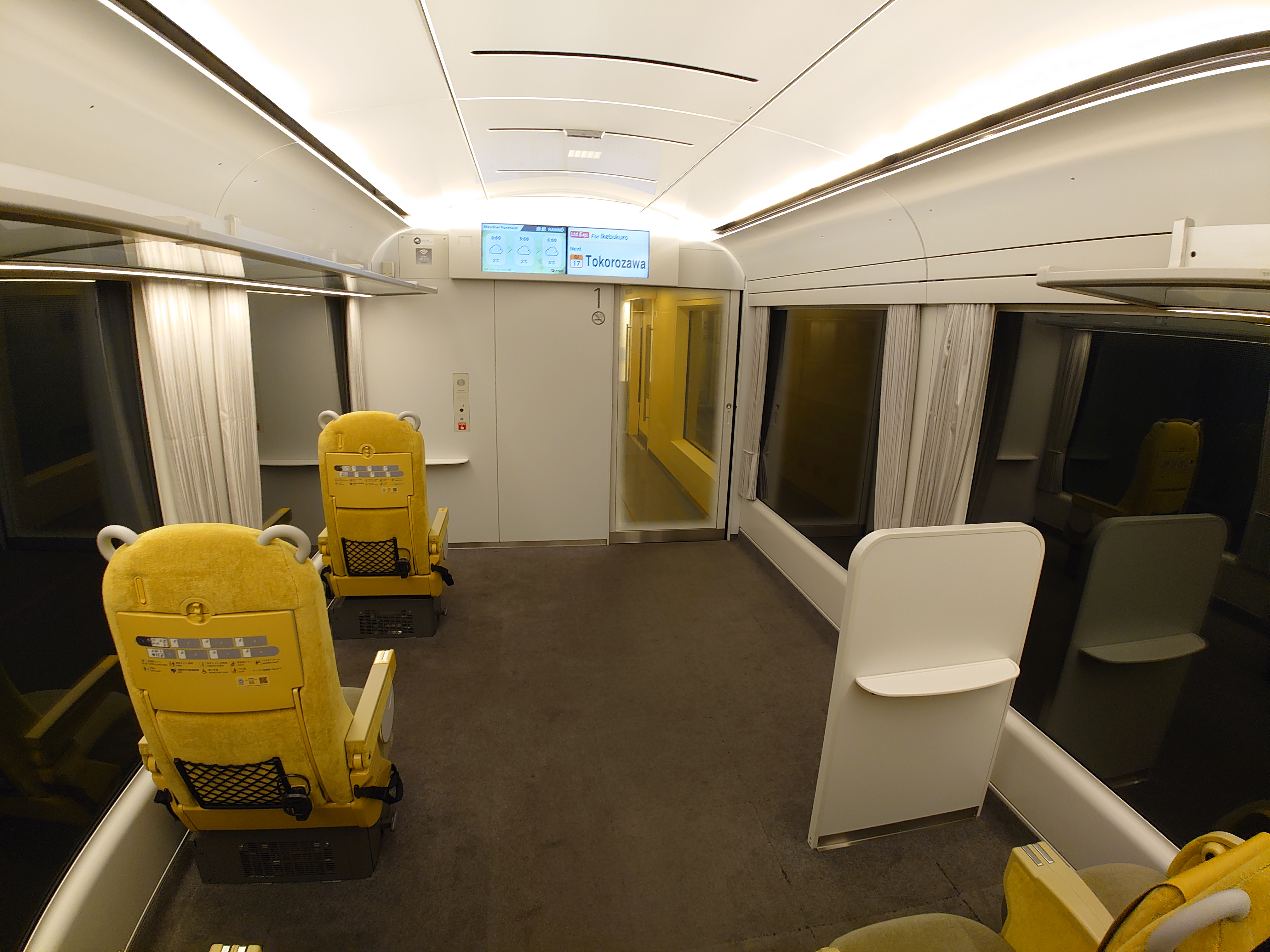
1号車の車椅子スペース周辺 （クハ001-A1 2023年11月30日）

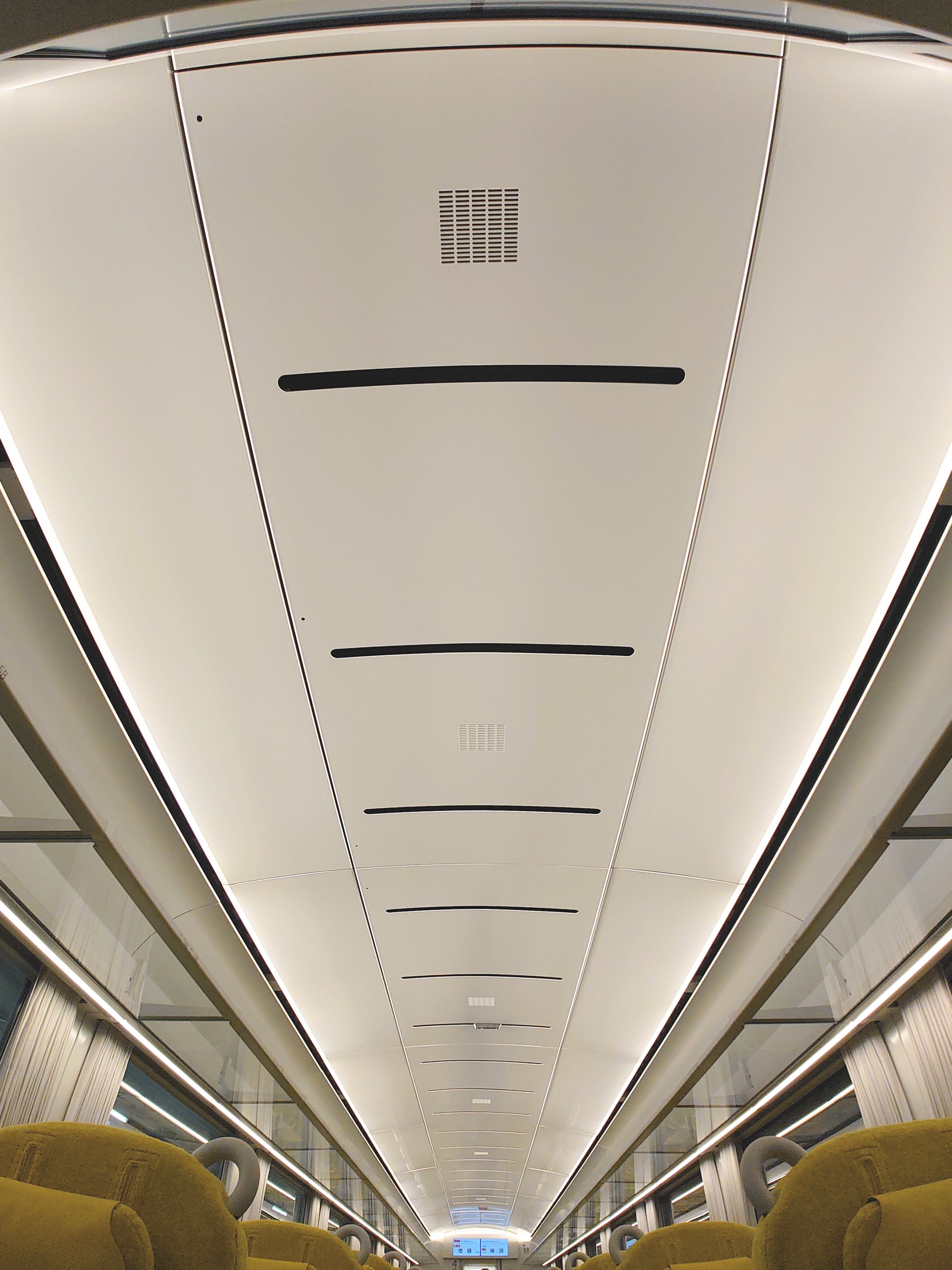
天井部 （2023年11月30日）
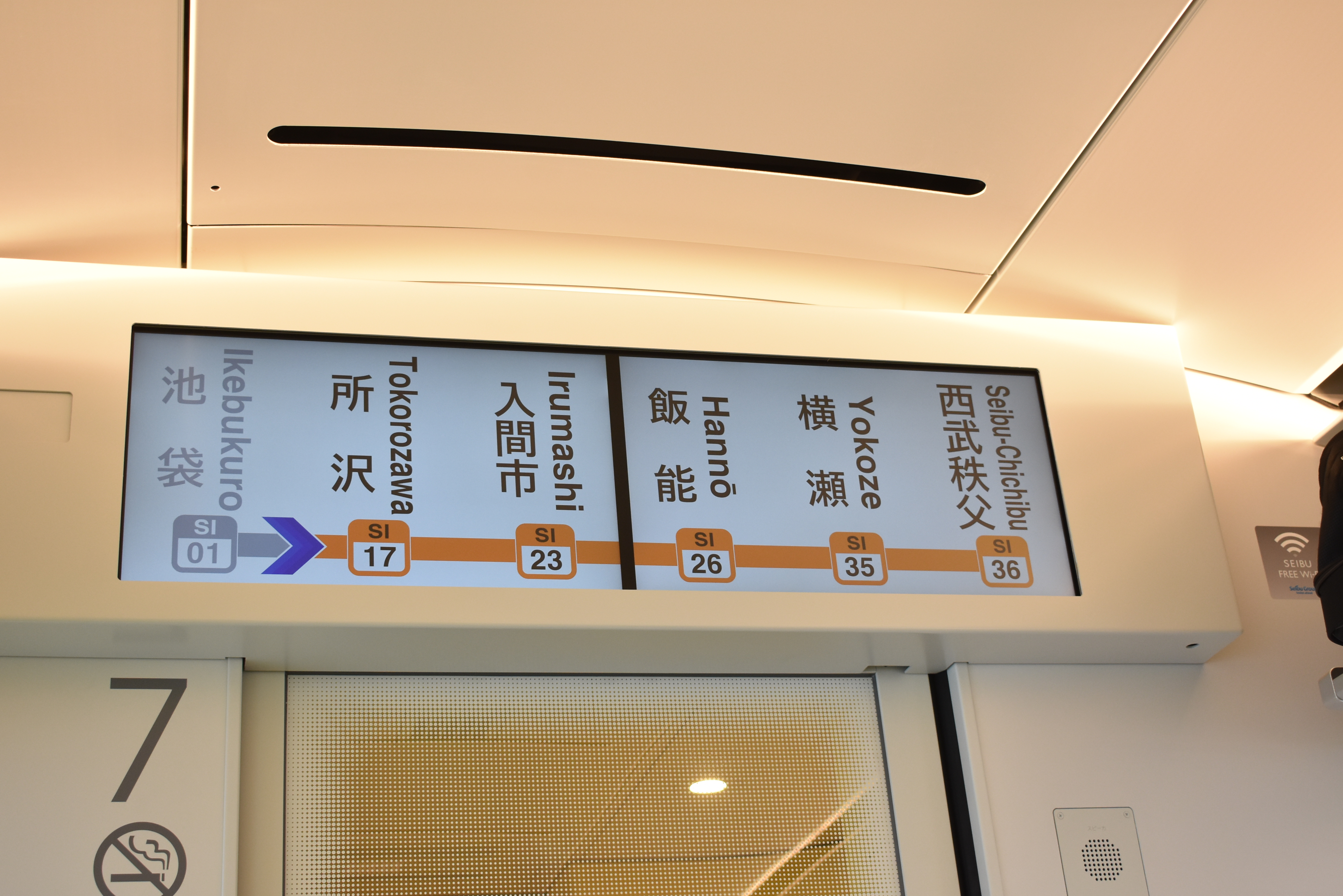
妻面上部の案内表示器 （2019年7月3日）
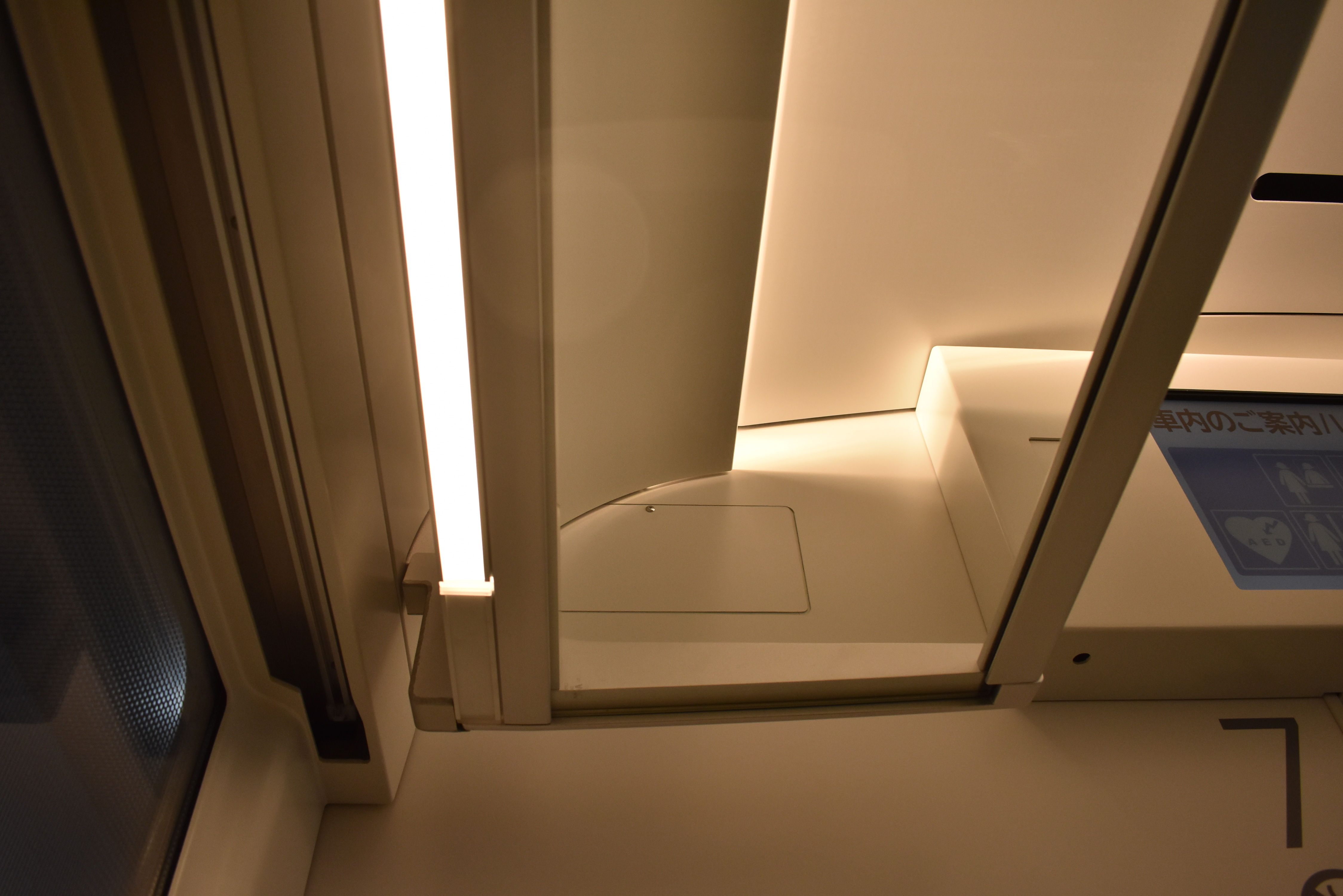
荷棚周り （2019年7月3日）
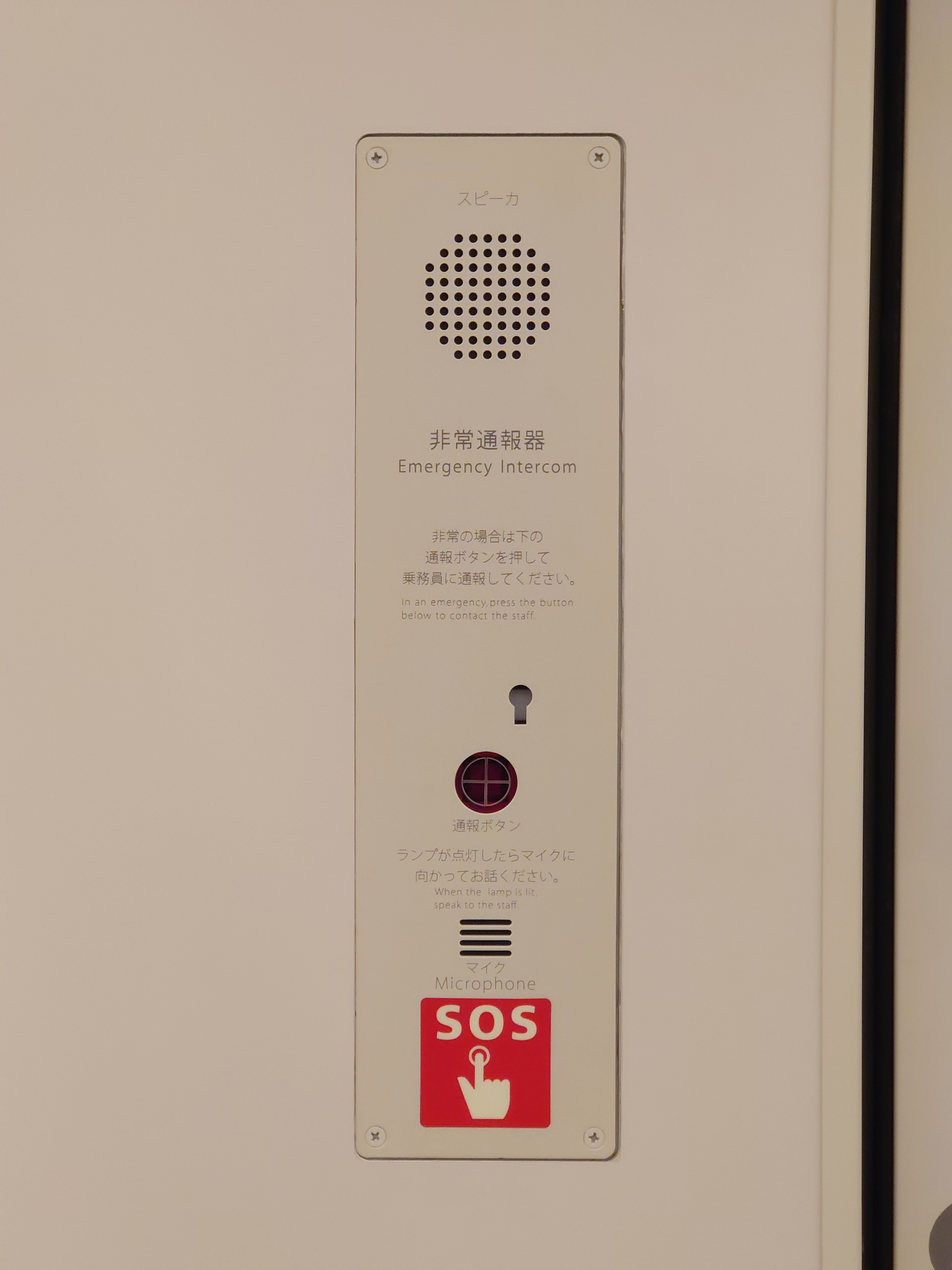
妻面の非常通報器 （2023年11月30日）
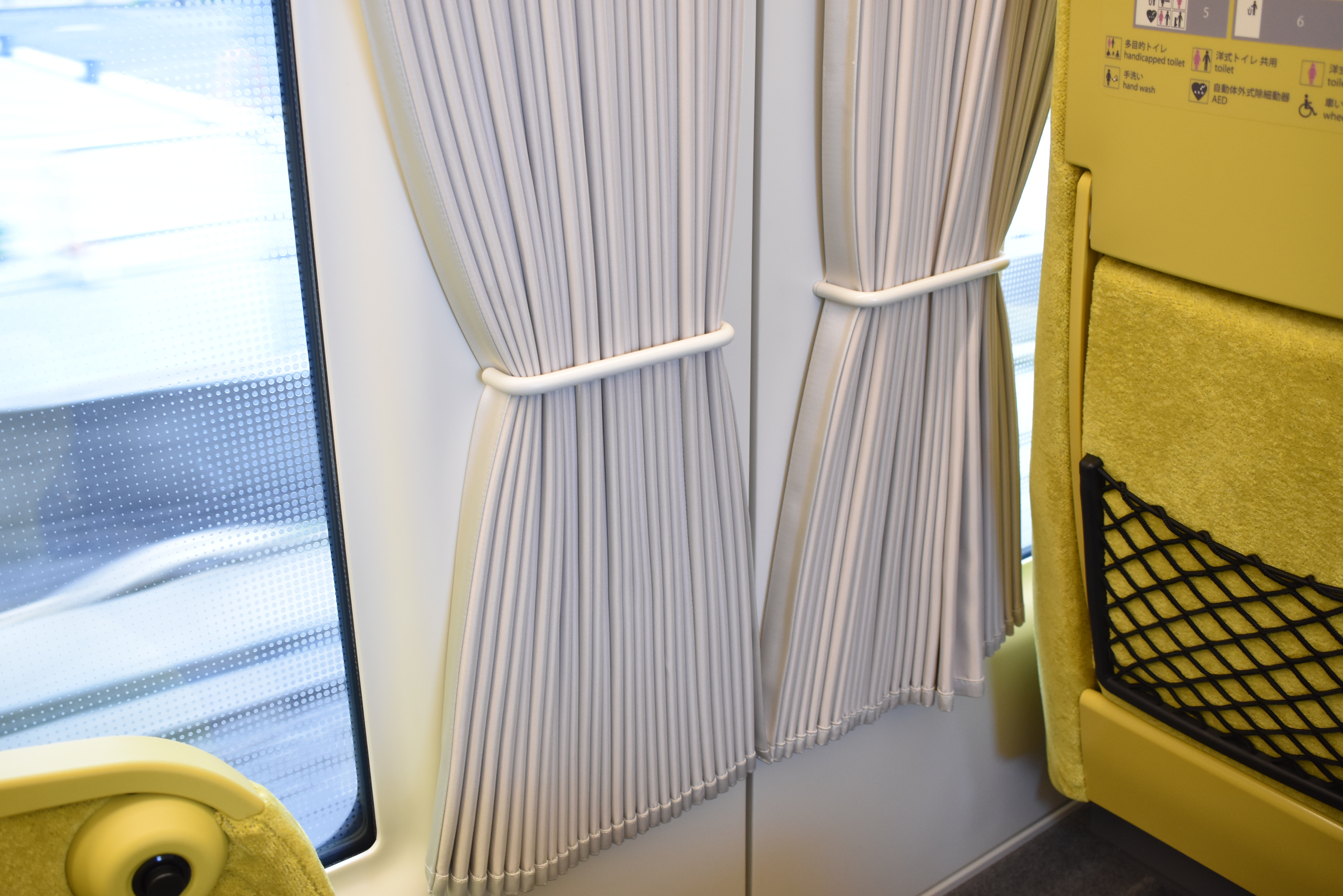
側窓のカーテン （2019年7月3日）
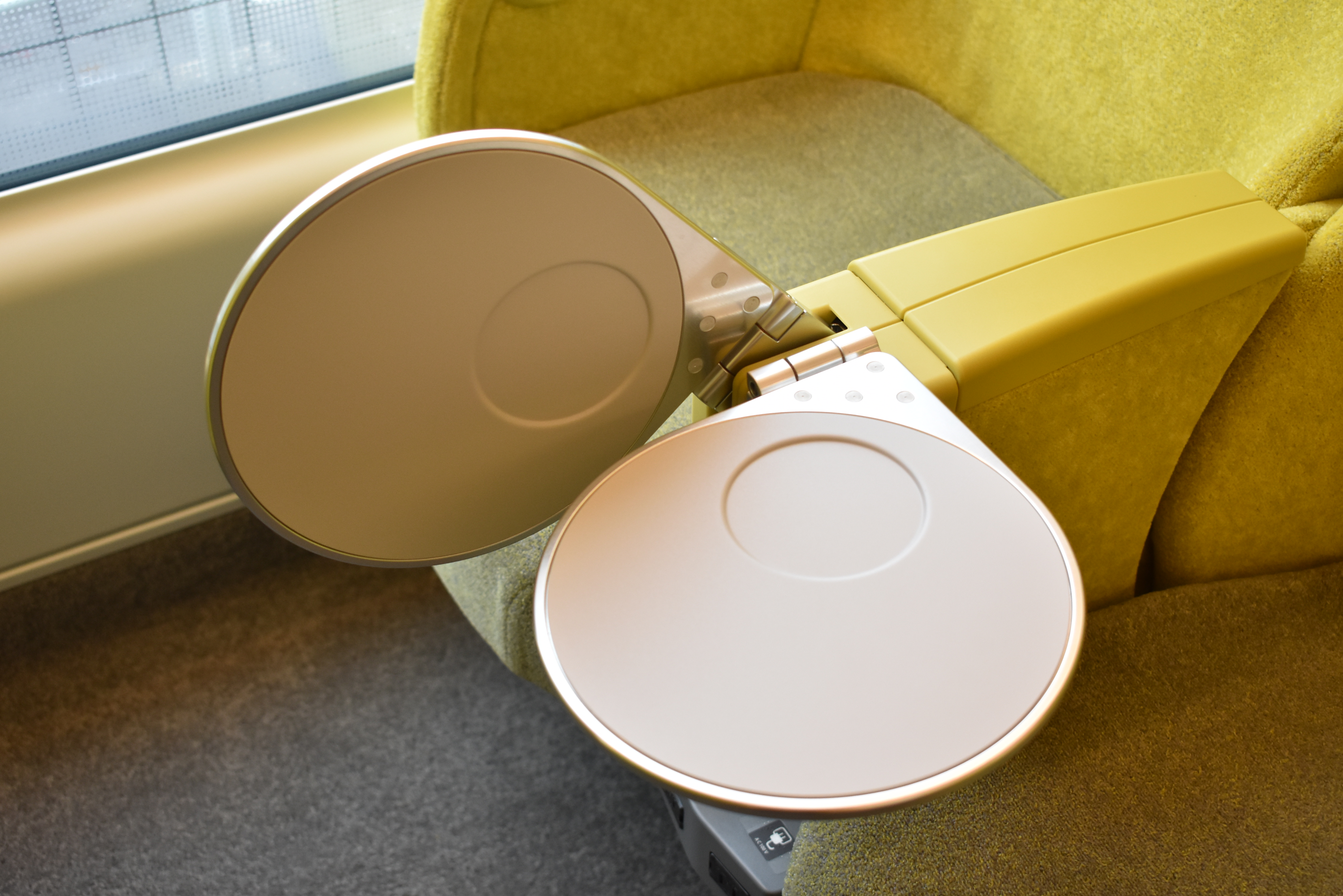
座席のインアームテーブル （2019年7月3日）
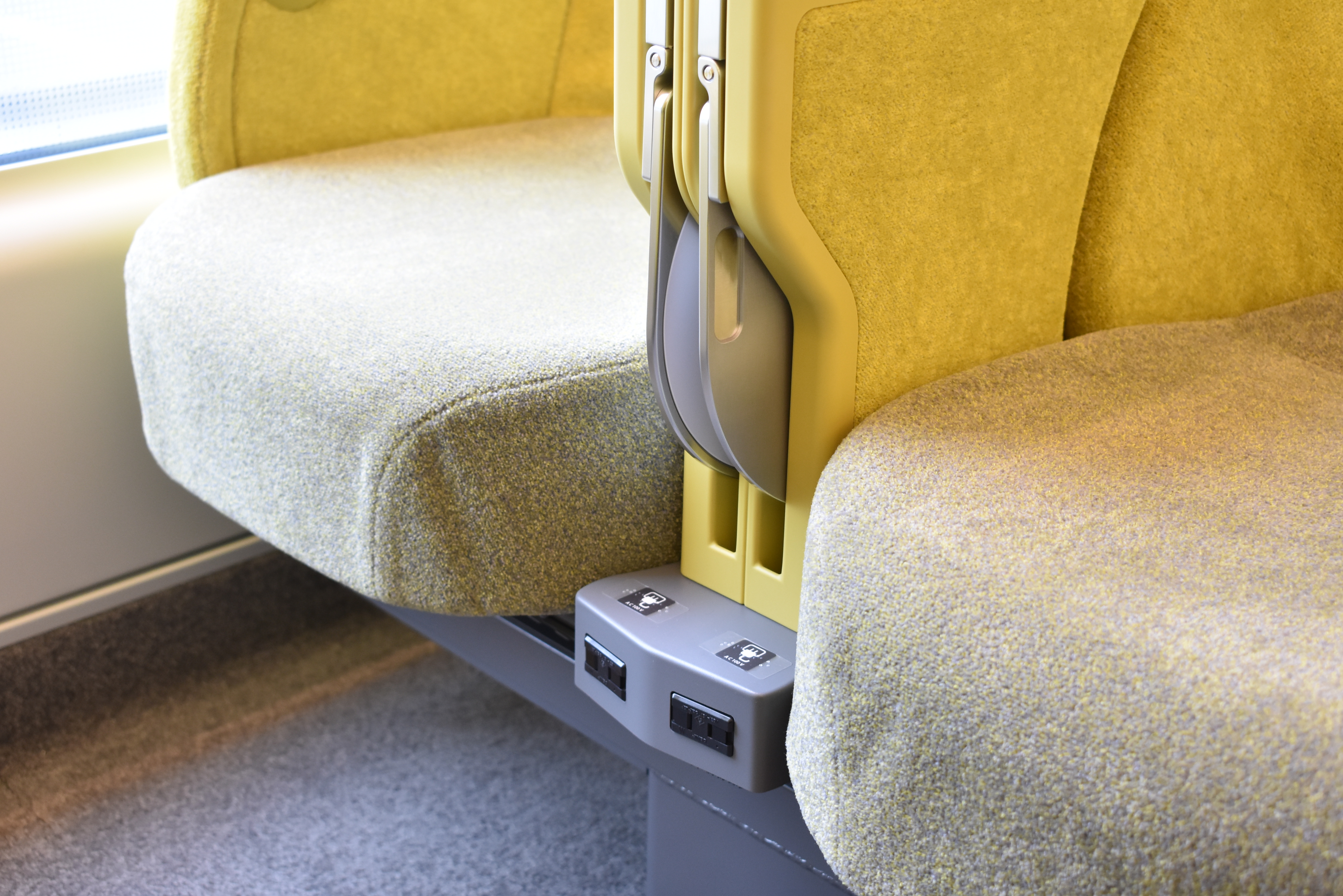
座席のコンセント周り （2019年7月3日）
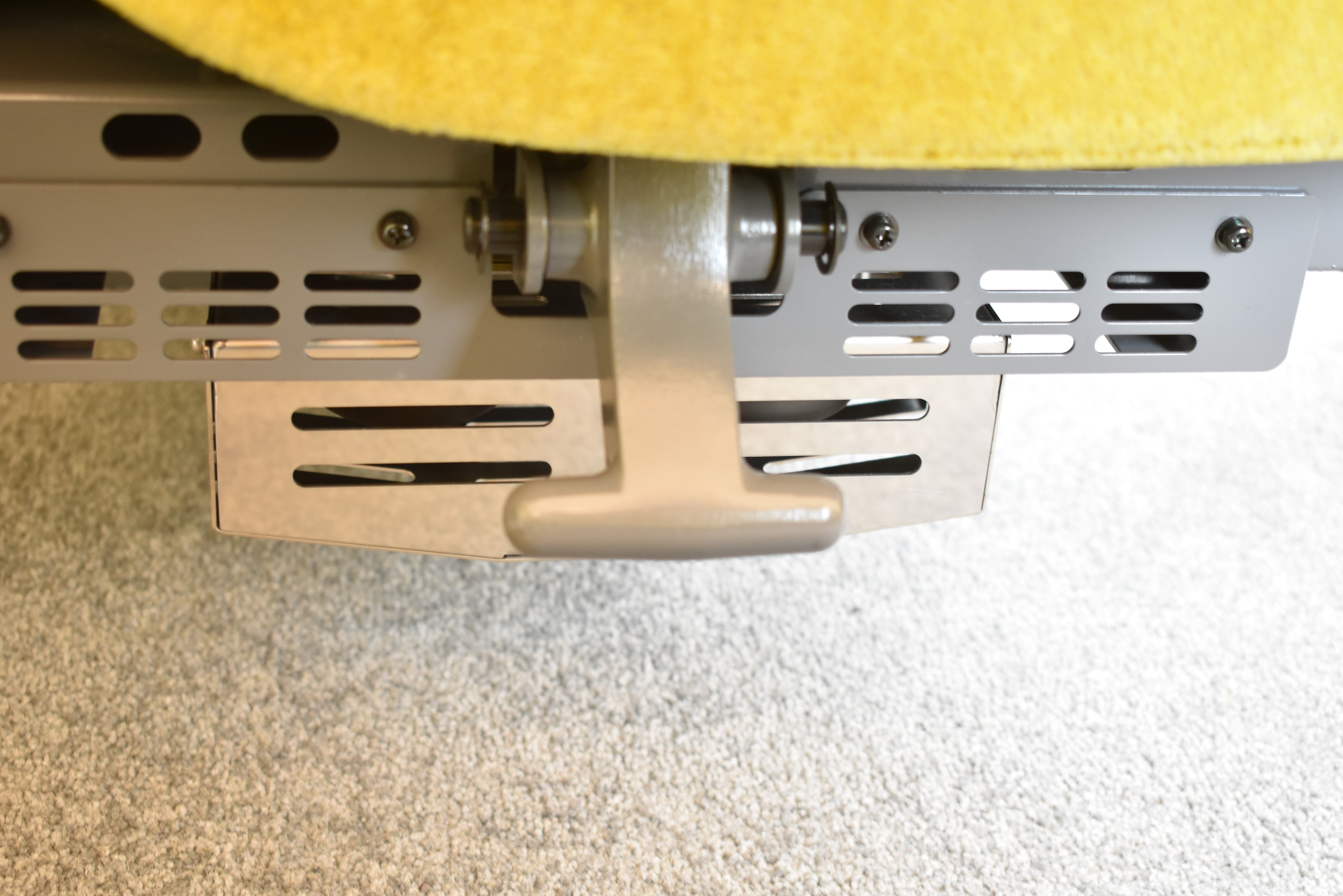
座席の回転レバー （2019年7月3日）
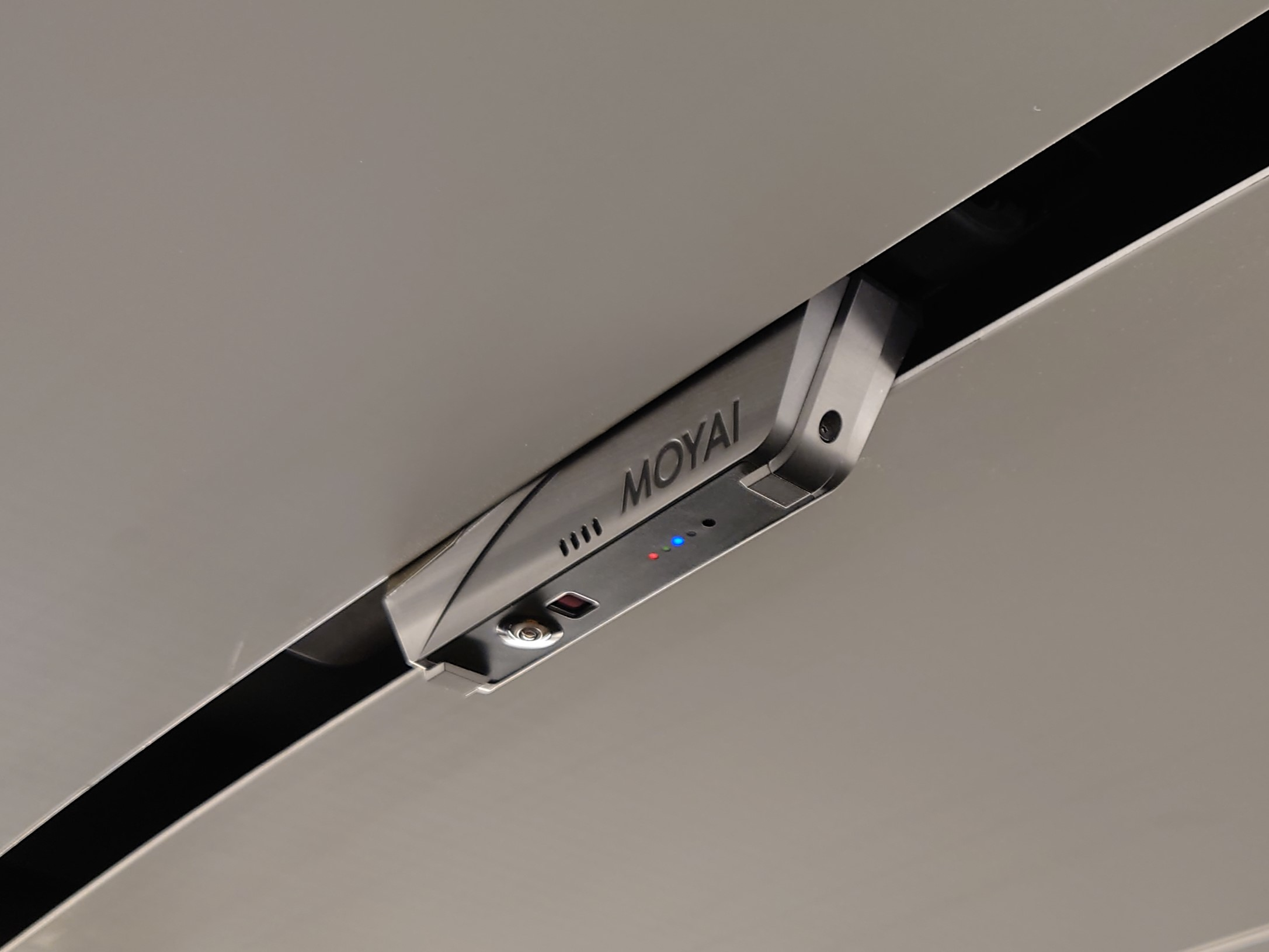
天井部の防犯カメラ （2023年11月30日）

#### エントランス
エントランスは黄色を基調に、床はダークグレーの人造大理石が敷き詰められている。壁面はイエローとオレンジの細かいドット模様で、隅部には寄りかかりやすさを考えた曲面のデザインが用いられた（2 - 8号車飯能方）。
側面のドア上部、鴨居部にはフルカラー式のLED表示器があり、その上部には防犯カメラとドアチャイムのスピーカーが、さらに底面には扉開閉表示灯が設置されている。ドアチャイムは開閉時のチャイムだけでなく、開扉中の誘導音も備える。このほか連結面側の通路両脇（先頭車はA席側のみ）には足元に消火器が格納されている。またD席側のドア付近池袋方の壁面には上部に各種表記（車両番号・製造所・製造年）、目線の高さに広告枠、その下に背面テーブル同様の編成図があり、さらにその下にはゴミ箱が設けられている。非常用ドアコックはドアの戸袋側上部（1号車A席側のみ逆側）に設置。
仕切扉はガラス張りで、側窓と同じドットプリントが入る。この扉は全ての仕切部と連結面（両側）に設けられており、連結部に連続する2枚は連動して開くシステムとなっている（戸挟み時の再開閉は独立）。扉の幅は800 mmでA席側に開くのが基本だが、1号車の仕切部のみ車椅子対応で900 mm幅、位置の都合から開く向きも逆となる。
1号車と5号車のエントランスにはサニタリー設備がある。1号車は客室寄りのD席側に多目的トイレがあるほか、さらにドア部分を挟んで車端寄りのD席側に男性用トイレ（小便器）、A席側に洗面所と機器室を配置している。多目的トイレ脇の通路はA席側に寄っており、側窓がある。5号車はドアよりも客室寄りにまとめられており、D席側に（車端側から）パウダールームと女性用トイレ、A席側にAED・共用トイレ・男性用トイレ（小便器）が設けられている。各トイレは男性用のものを除いて自動扉と非常通報器を備える。扉の開く方向は1号車は左、5号車は右。また、1・5号車ともエントランスの通路部分を写す形で飯能方の仕切扉上部に防犯カメラを設置している。

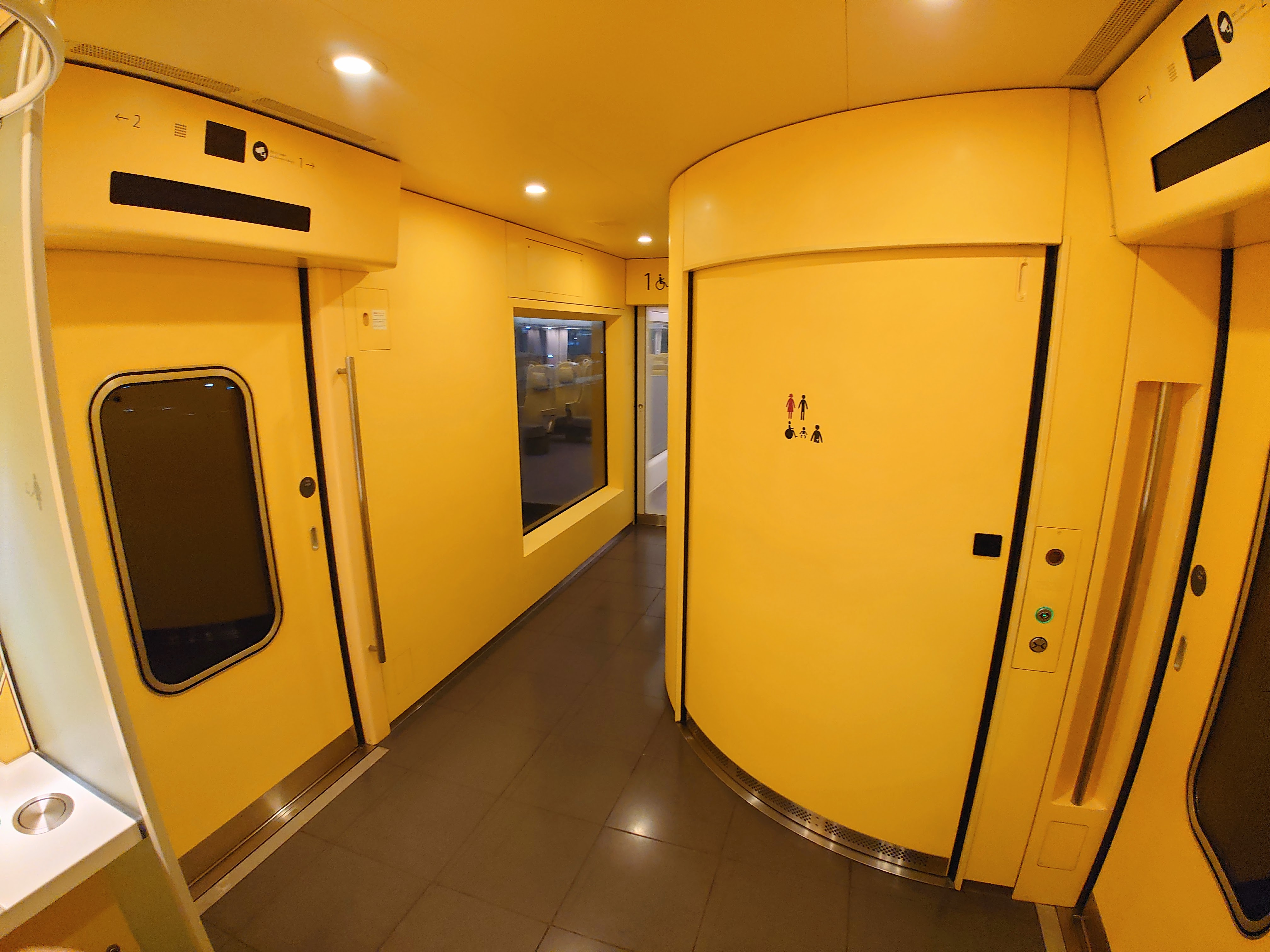
1号車エントランスの客室側 D席側に多目的トイレがある （A編成 2023年11月30日）
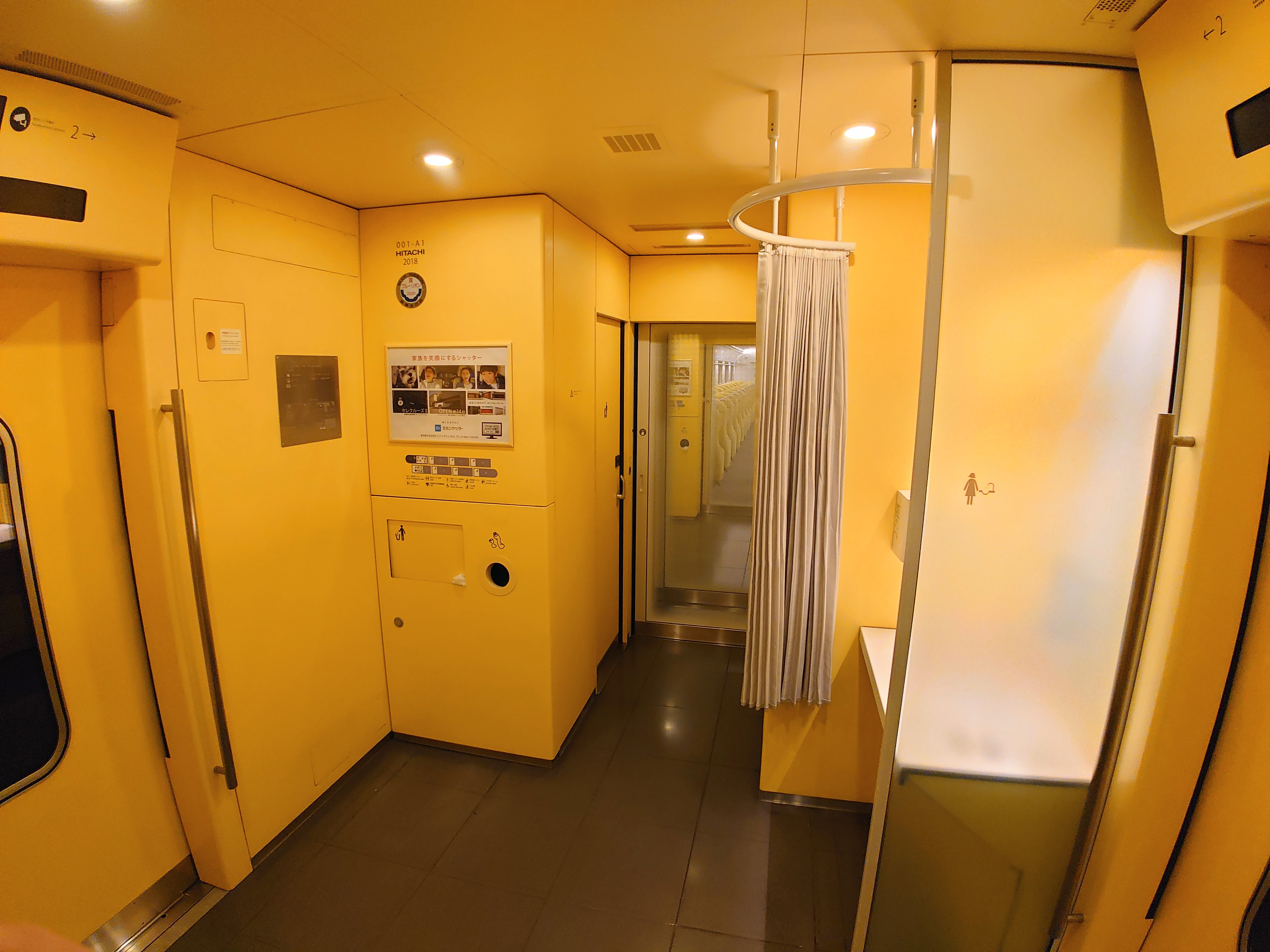
同左、車端側 D席側は男性用トイレがある （A編成 2023年11月30日）
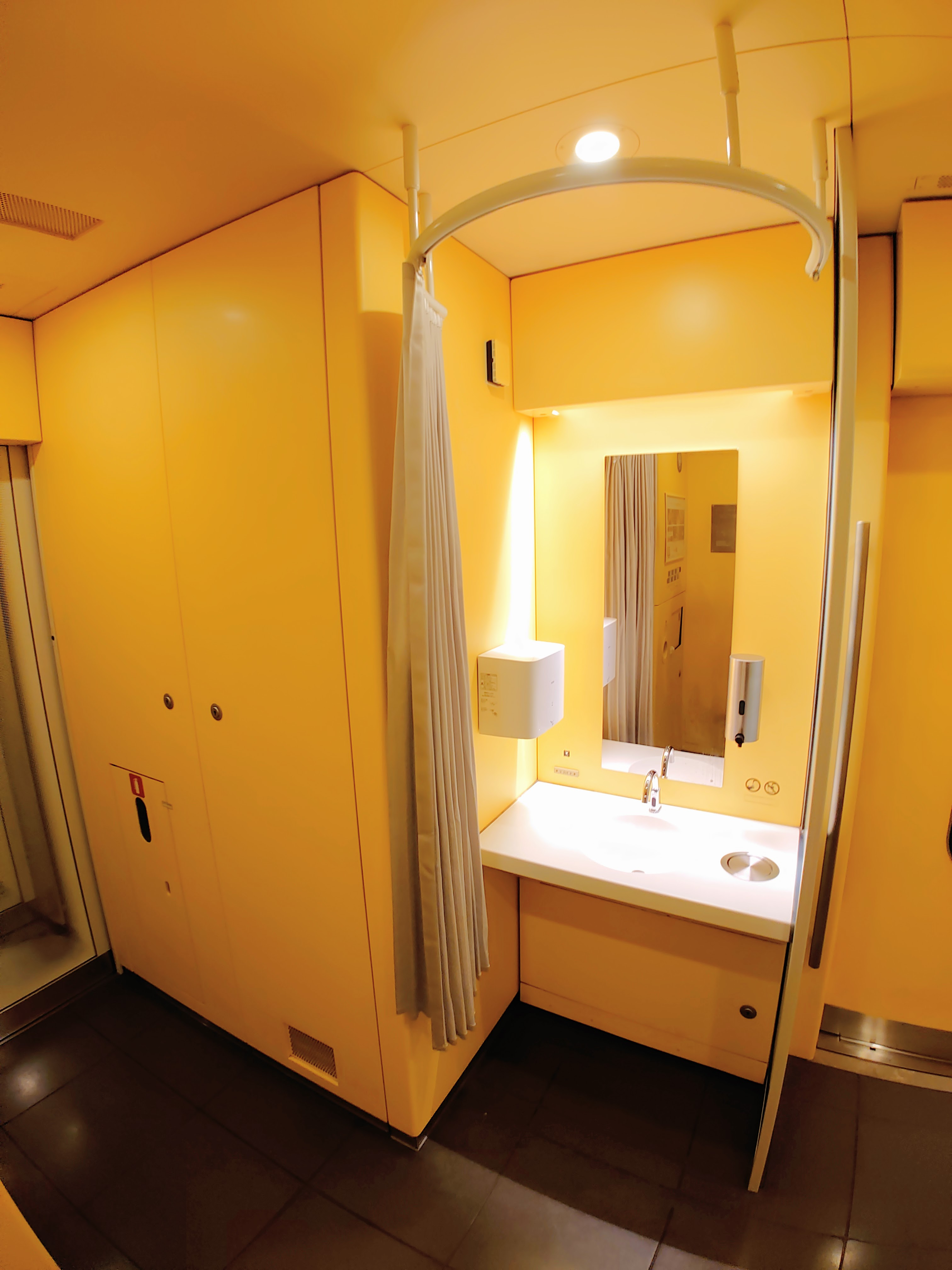
同左、車端側 A席側は機器室と洗面所が並ぶ （A編成 2023年11月30日）
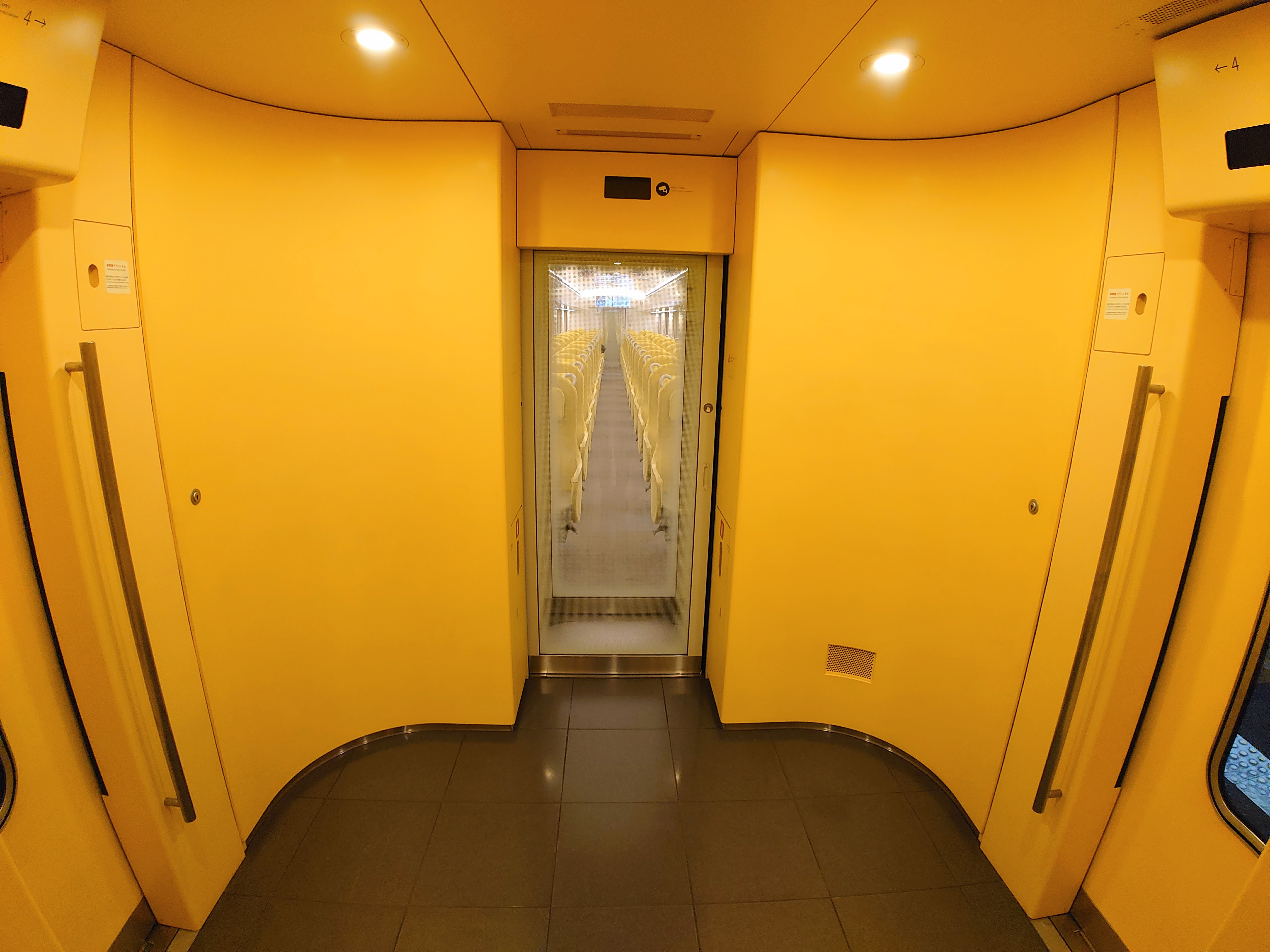
5号車エントランスの車端側 この部分は各車ほぼ共通[注 7] （A編成 2023年11月30日）
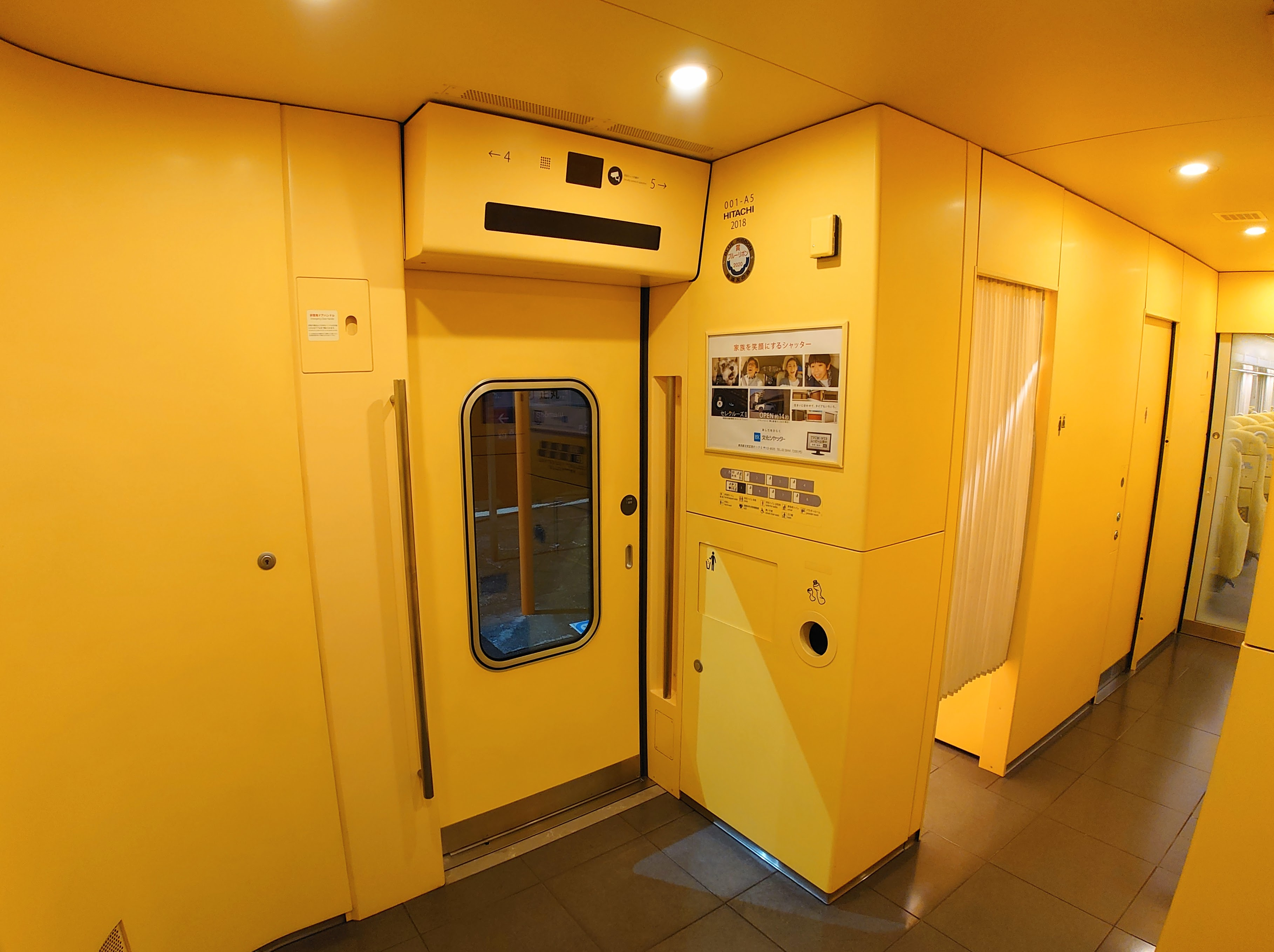
同左、客室方向のD席側 ドアの右にパウダールーム、その右に女性用トイレがある （A編成 2023年11月30日）
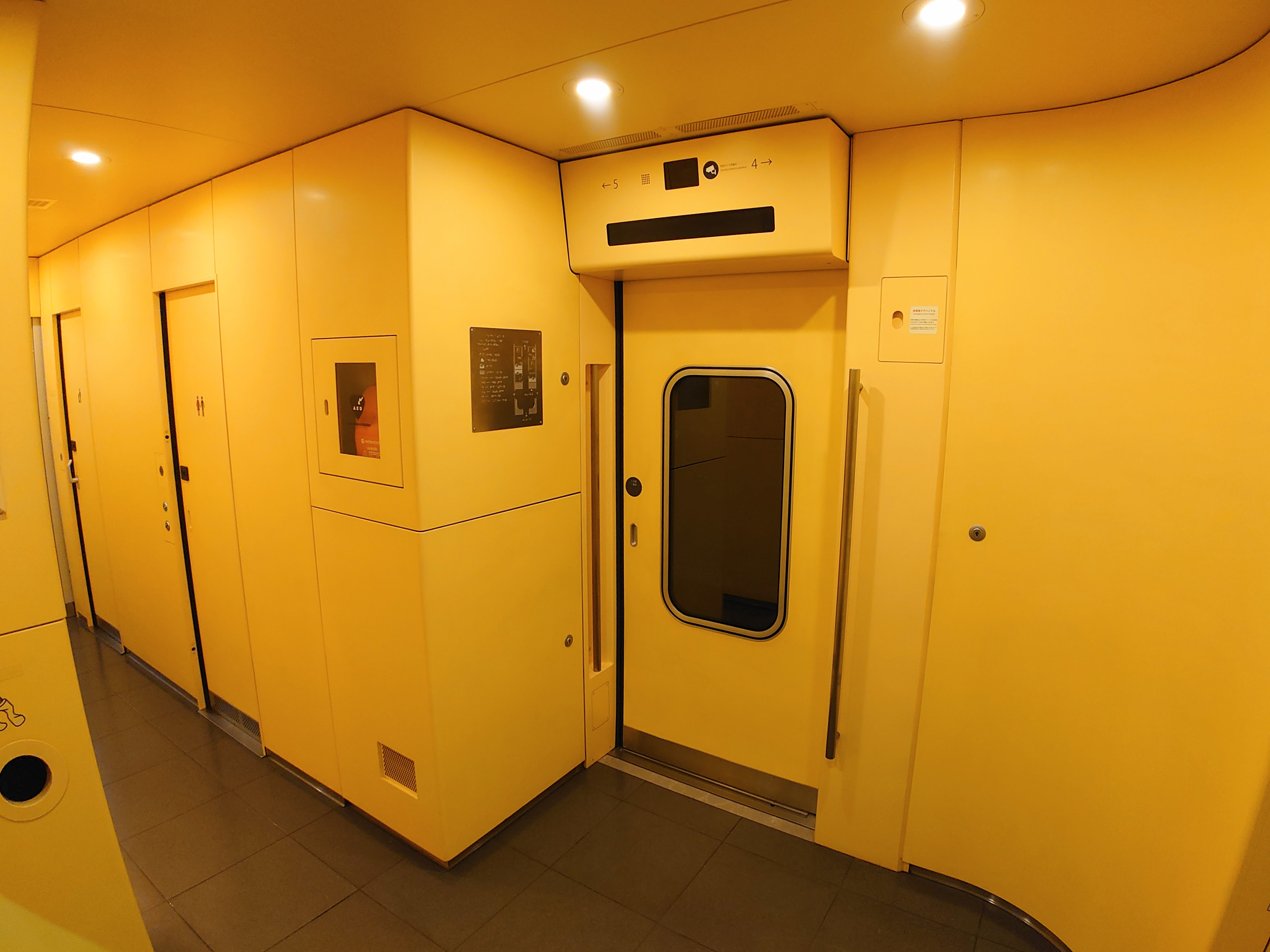
同左、客室方向のA席側 ドアの左にAED、その先に共用トイレ、男性用トイレが並ぶ （A編成 2023年11月30日）
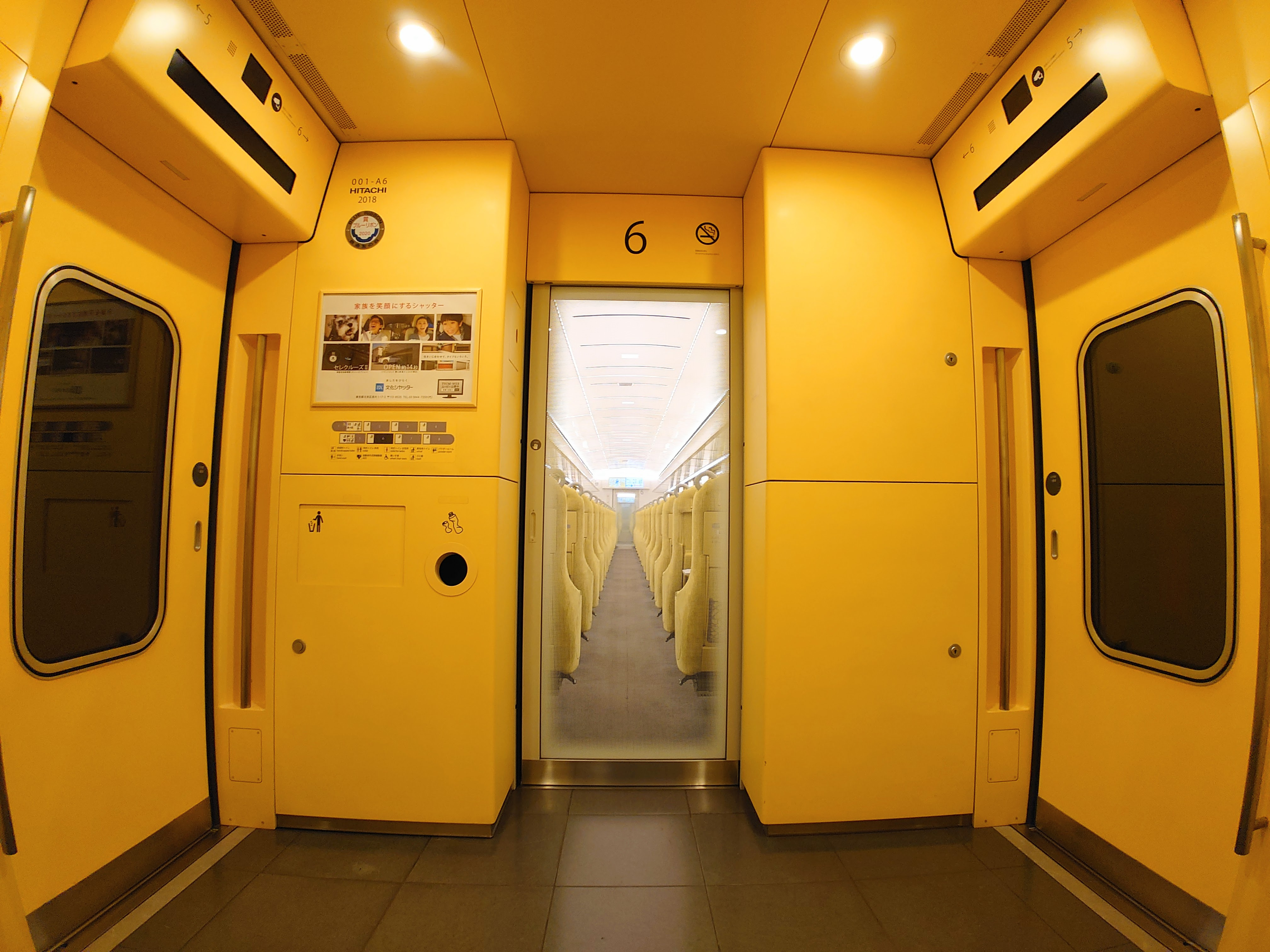
6号車エントランスの客室側 1・5号車以外はこの形 （A編成 2023年11月30日）

### 主要機器
主回路装置は三菱電機製、MOSFET素子によるSiCパワーモジュールを適用した2レベルVVVFインバータ方式で、PGセンサレスベクトル制御、純電気ブレーキ対応となっている。並列接続した4台の主電動機を1つのインバータユニットで制御する1C4M方式で、これを2ユニット並列接続した1C4M2群構成としている。主制御器の形式はMAP-178-15V322。主電動機は170 kWの全密閉式三相かご形誘導電動機で、形式はMB-5160-A。歯車比は14:87 (6.21) である。
台車は川崎重工業のボルスタレス台車が採用された。軸ダンパ付きの軸梁式で、形式は付随台車がKW-218T、電動台車がKW-217Mで、ブレーキ装置はいずれも踏面片押し式。両先頭車には動揺防止装置を取付け、中間車も準備工事がされている。先頭台車の先頭側には排障器があり、本系列では全ての付随台車に排障器の取付座が設けられている（他系列では先頭台車のみ）。また軸端部には、フラット防止装置の速度センサが側面から見て左側、全ての軸に装備されているほか、先頭車の2・3軸目では側面から見て右側の位置に速度発電機を備える。2023年には全車両でLV棒の受け金具がカバー付きのものへ交換された。
補助電源装置は東洋電機製造製、IGBT素子を使用した待機2重系静止形インバータ (SIV) で、形式はSVH260-4085A（SIV装置単体の形式はRG4085-A-M）。容量260 kVAの装置を編成で2台搭載、一部機器を除いてM2・M6車へ配置されている。また受給電機能を備えており、受給電接触器箱をT3車に設置する。待機2重系として、1つの装置内に初充電回路からインバータ出力部と制御回路部を2群備えており、平常時は日によって切り換えるとともに、群の故障時には正常な群を使用するように自動的に切り換えるシステムとなっている。逆に故障率の低い遮断器やリアクトル、トランスは共通化することで小型化を実現した。
電動空気圧縮機 (CP) は三菱電機製のスクロール式マルチユニットタイプのMBU1600Y-3Bを引き続き採用、M2・M6車に搭載するほか、T1・T3車にも準備工事がされている。
空調装置は日立製、48.8kW(42,000kcal/h)のHRB354-1を各車1台装備している。
集電装置は東洋電機製造製で、剛体架線対応のPT7116-Dを40000系に続いて採用。電磁カギ外し装置と下降検知装置を装備する。VVVFを備えるM1・M5車に主回路・母線回路用を搭載するのに加え、T1車に母線回路用を搭載する。いずれも飯能方に設置されており、付帯機器として車体中央寄りには背の低い避雷器が設置されている。また車端側にはヒューズ箱が設置され、主回路と母線回路で各2本、M車では合計4本の高圧配管が1列に並んだ状態で妻面から床下へ降りている。従来車に準じて、パンタグラフの台枠には母線引き通しを示す警戒色が入れられているほか、車端部の手掛・足掛がパンタ隣接部のみに備えられ、これは転落防止幌の裏だけ折り畳み式である。なお本系列では折り畳みタイプの足掛が独自形状となっていることと、屋根の手掛がパンタグラフ直近にしか設けられていない点がこれまでにない特徴となっている。また、B編成以降で高圧配管の塗り分けと屋根の手掛の配置が変更されており、塗り分けについてはA編成も営業入り前に修正された。このほかホーン端に施されているオレンジ色の警戒色は、C編成を除いて小手指到着後に追加されている。
連結器は先頭部のみ密着連結器で、伸縮機能を備える。形式は20000系と同じCSD105、格納状態と使用状態のストロークは400mmとなっている。中間部はボルト締めの半永久連結器である。

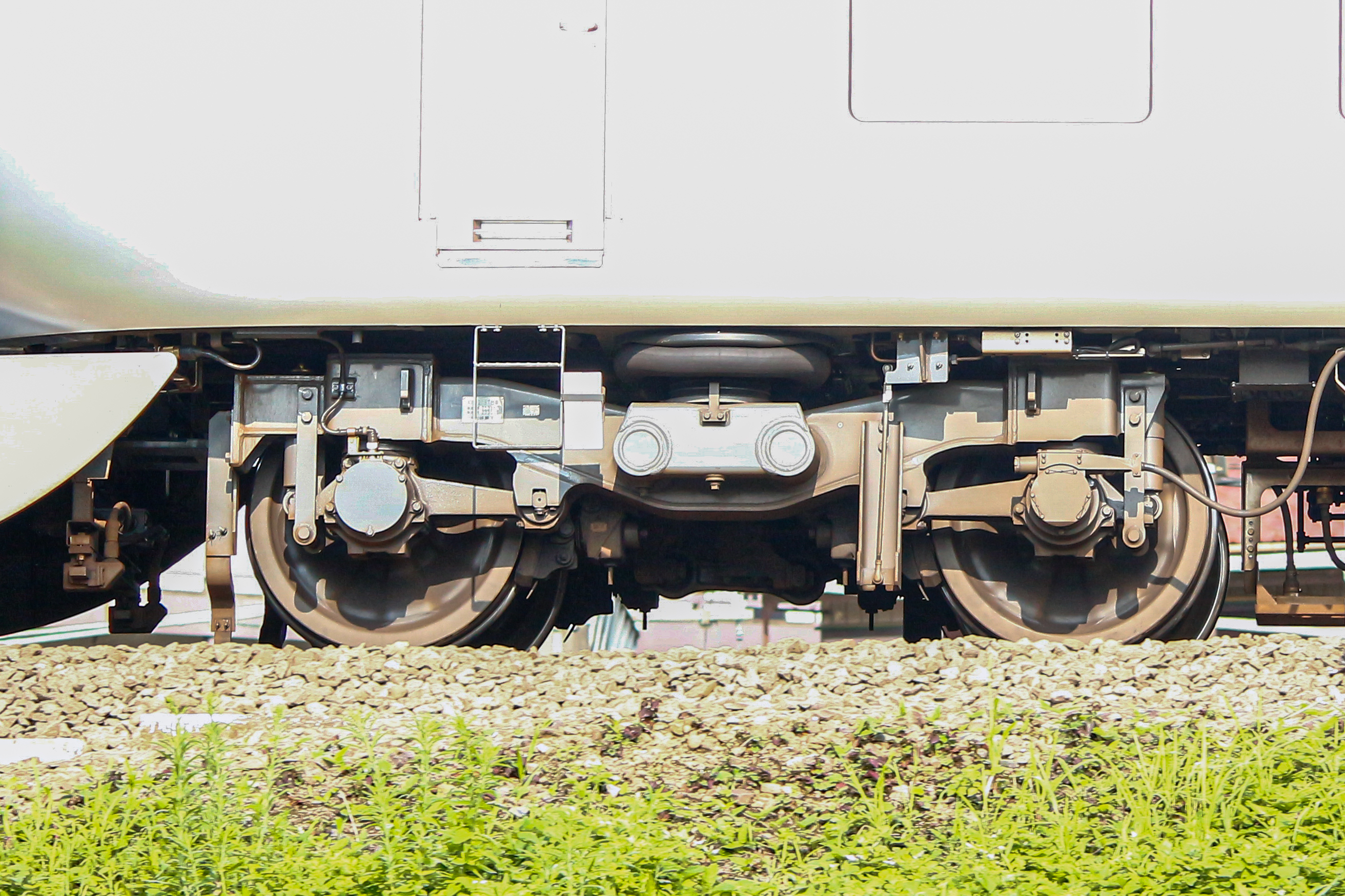
KW-218T 付随台車 先頭台車は排障器を備える （クハ001-C1 2019年7月）
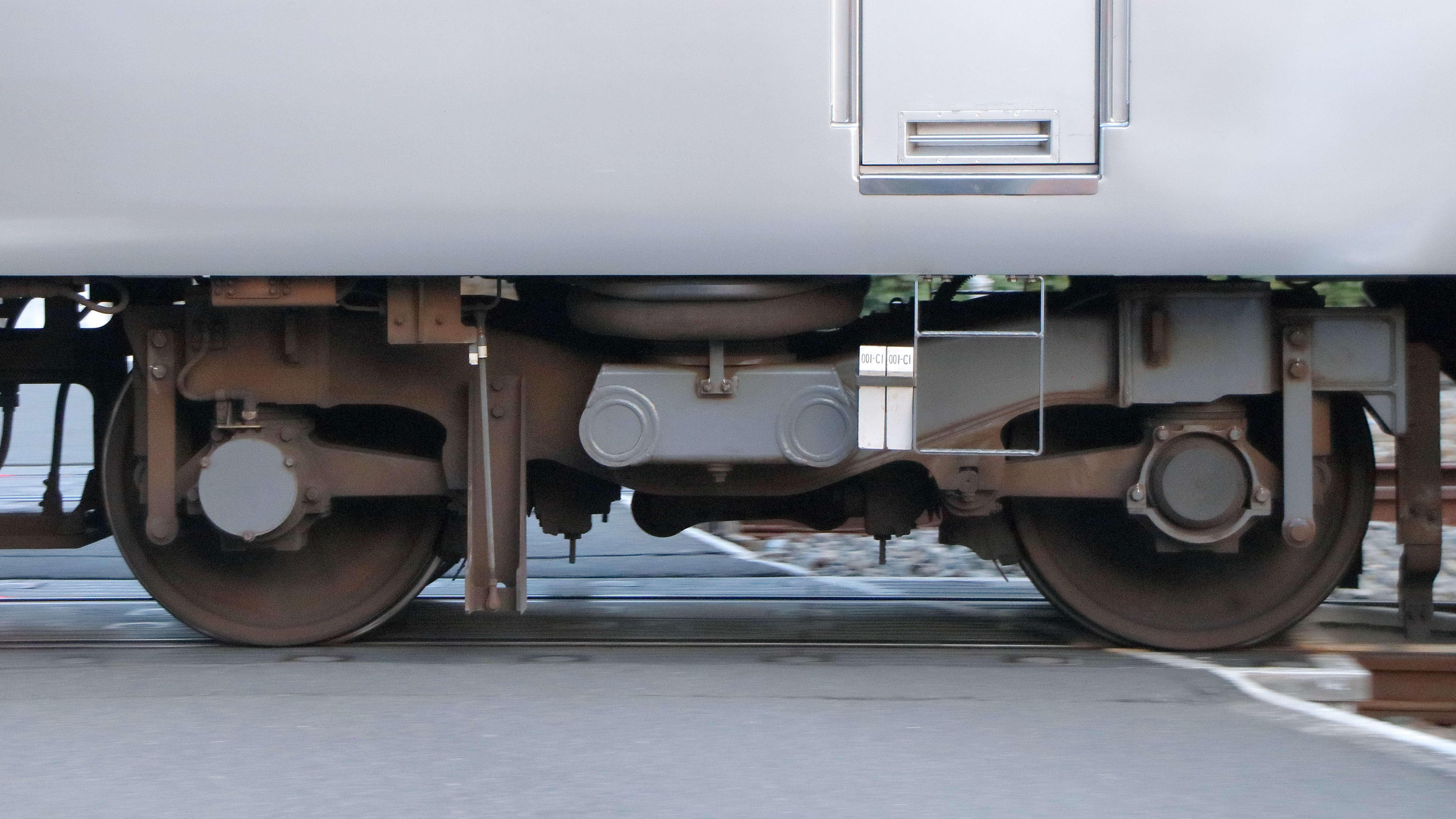
KW-218T 付随台車 左画像の逆サイド （クハ001-C1 2023年2月）
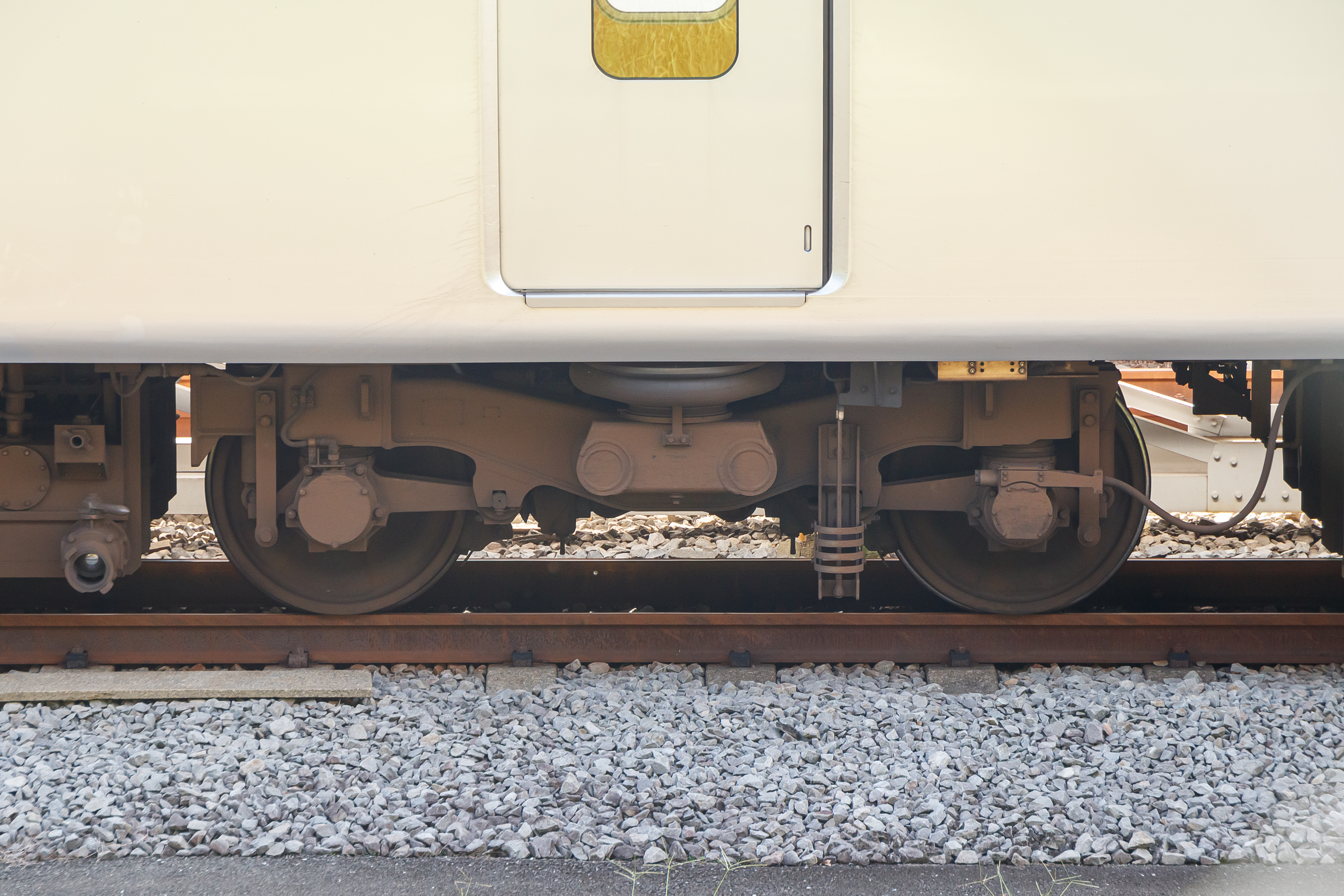
KW-218T 付随台車 LV棒の受金具が交換された姿 （クハ001-C1 2024年10月）
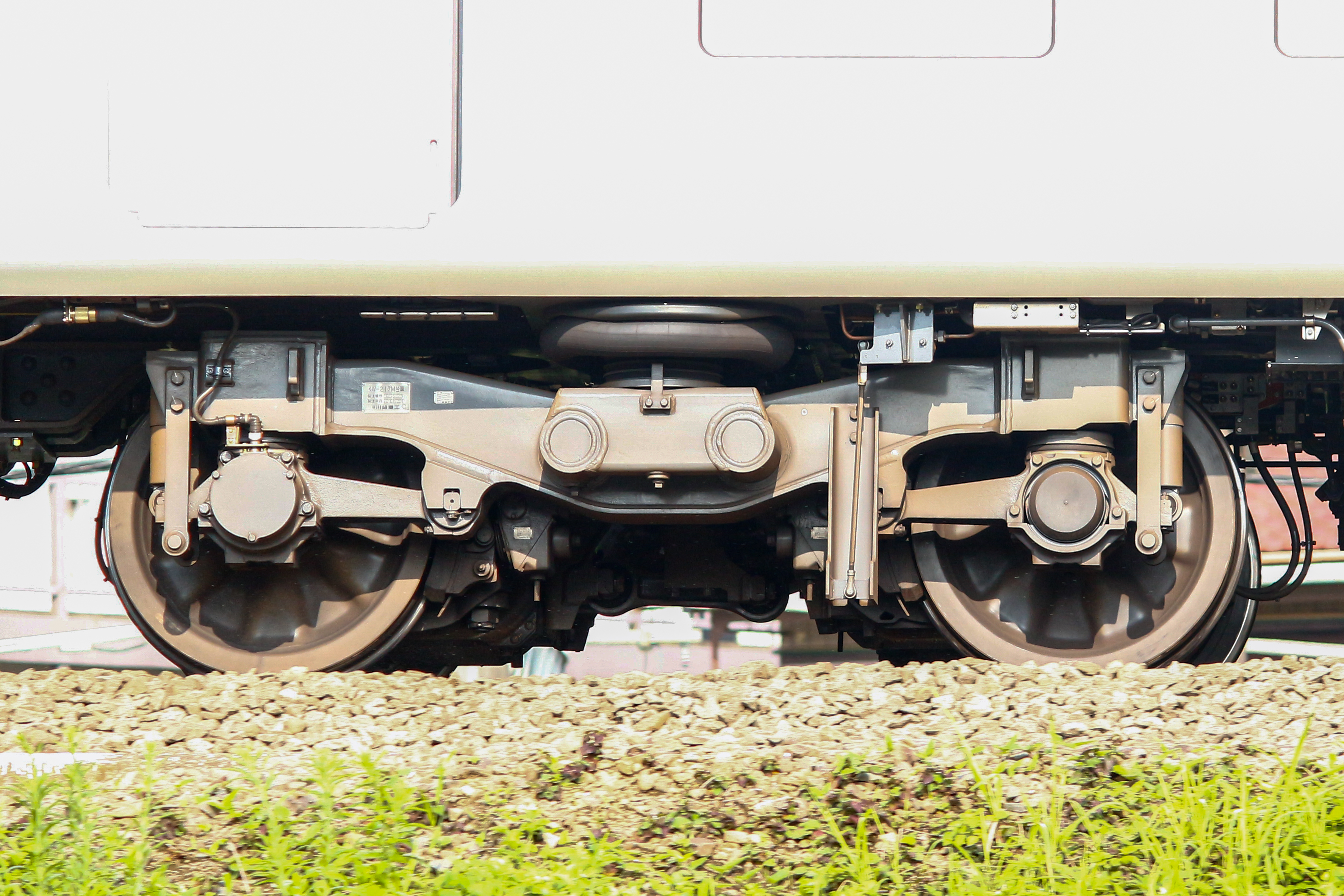
KW-217M 電動台車 電動台車は排障器の受座がない （モハ001-C7 2019年7月）
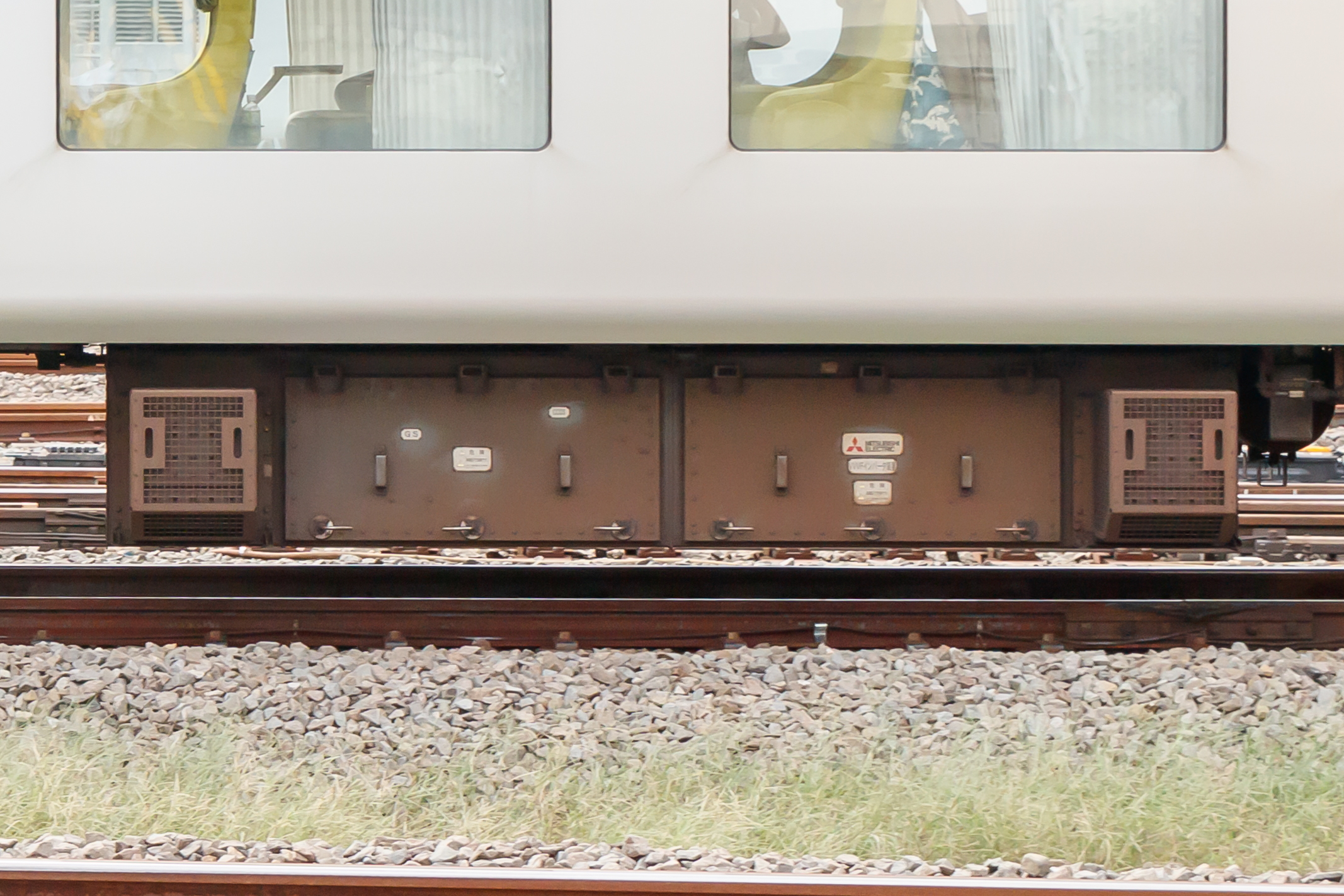
MAP-178-15V-322 VVVFインバータ装置 （モハ001-C2 2023年9月）
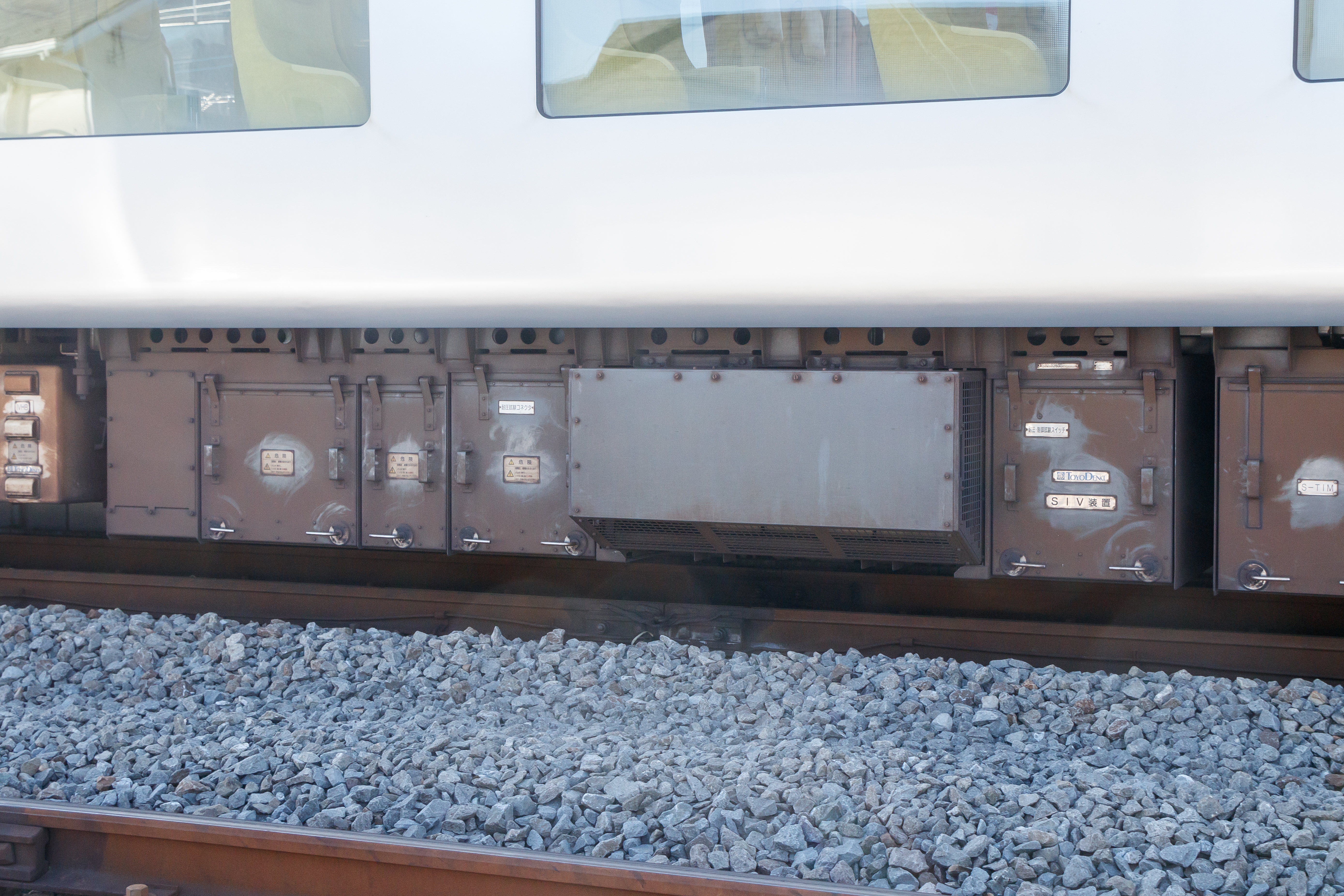
RG4085-A-M SIV装置 （モハ001-A7 2024年1月）
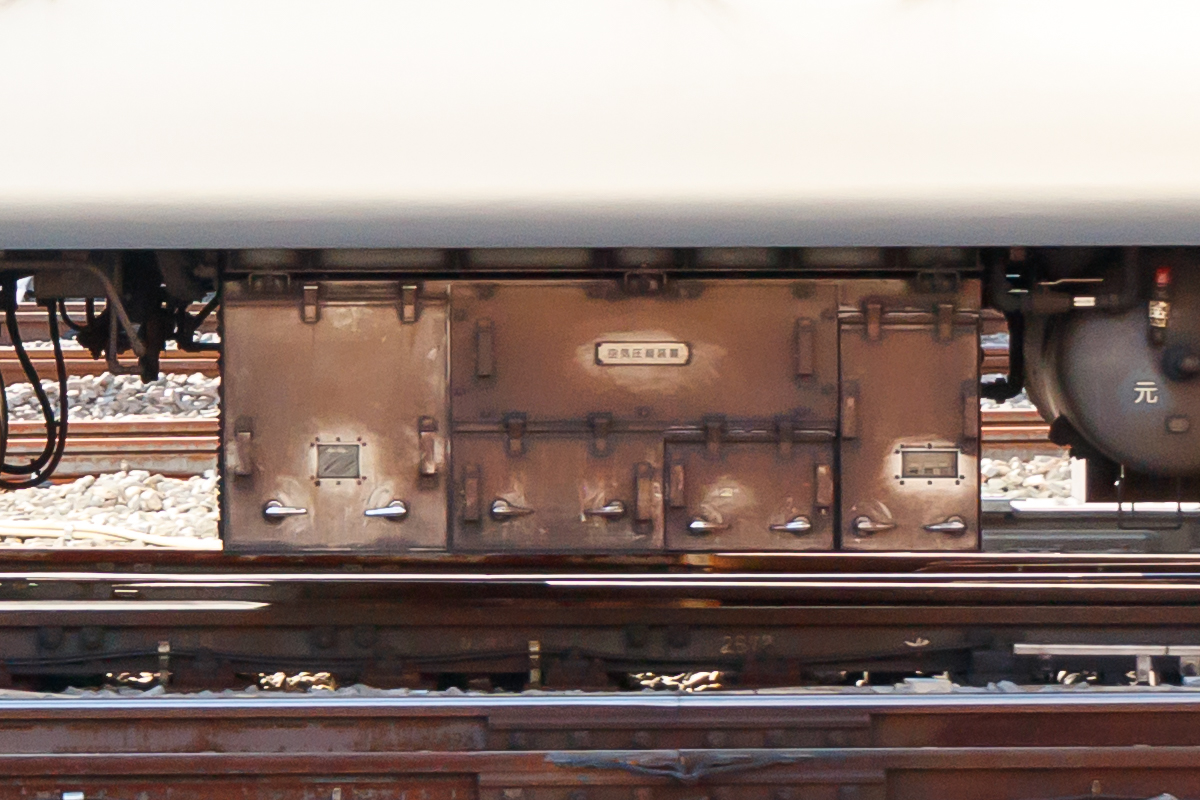
MBU1600Y-3B 空気圧縮装置 （モハ001-A7 2023年9月）

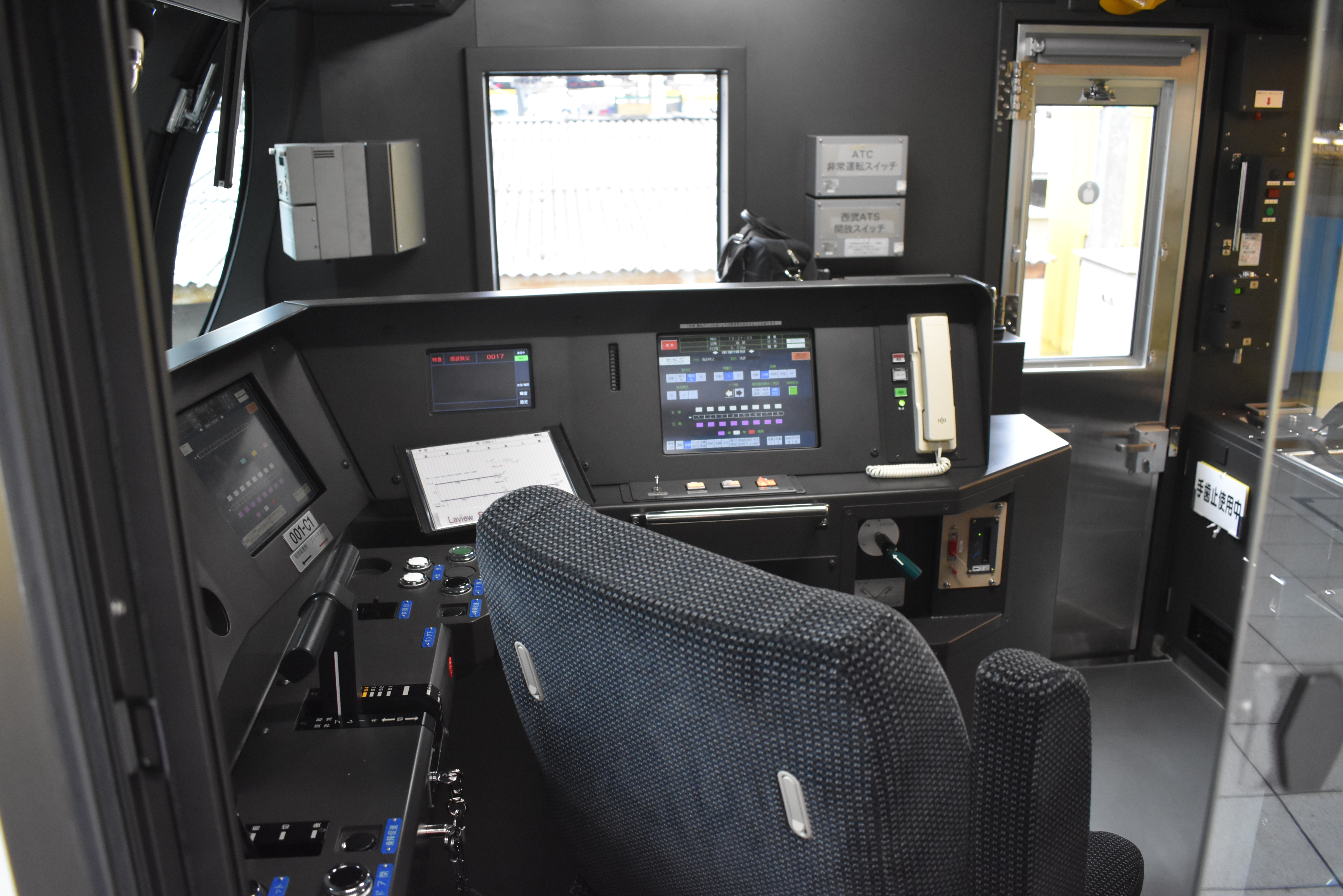
左側から見た運転台 （クハ001-C1 2019年7月）
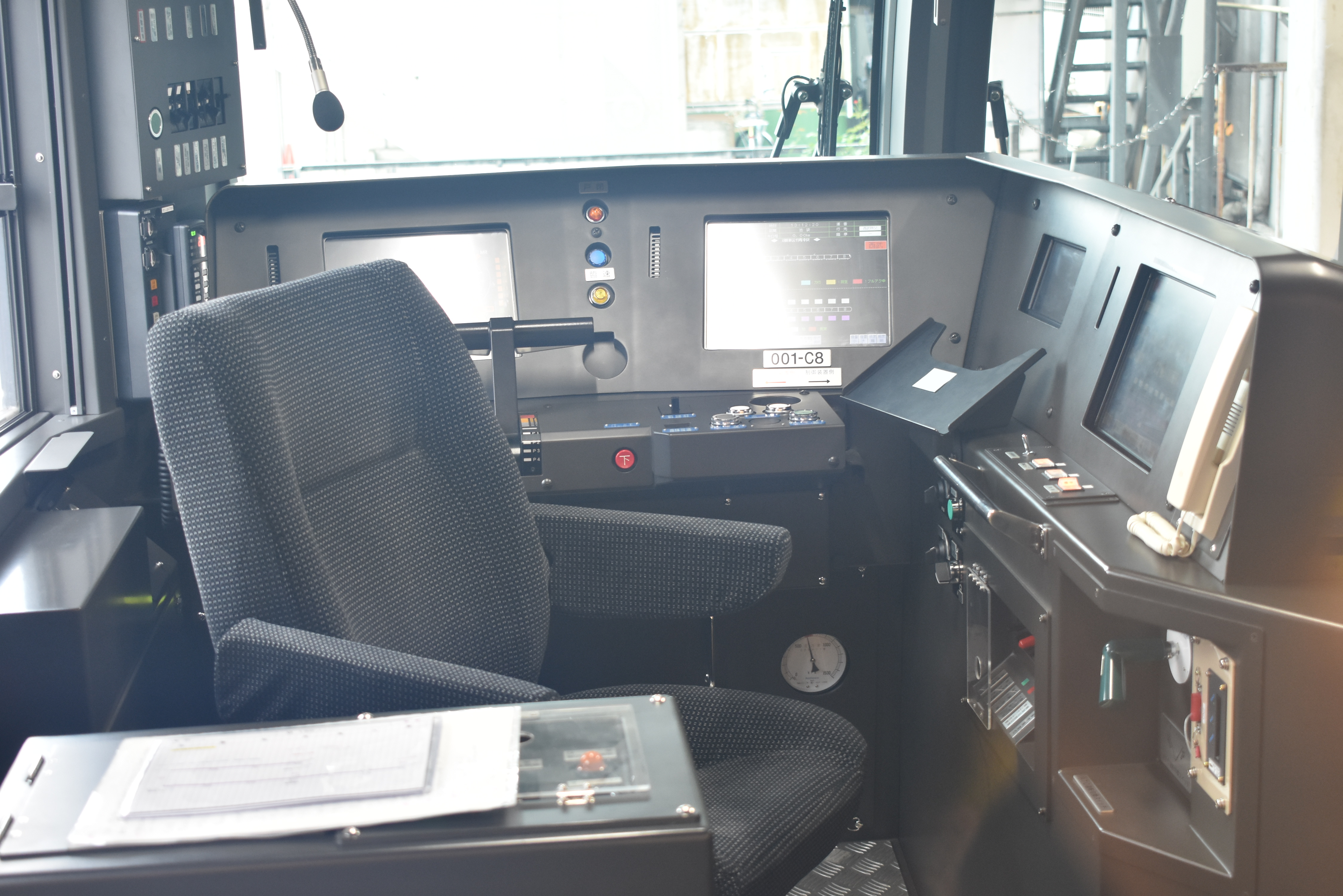
後方から見た運転台 （クハ001-C8 2019年7月）
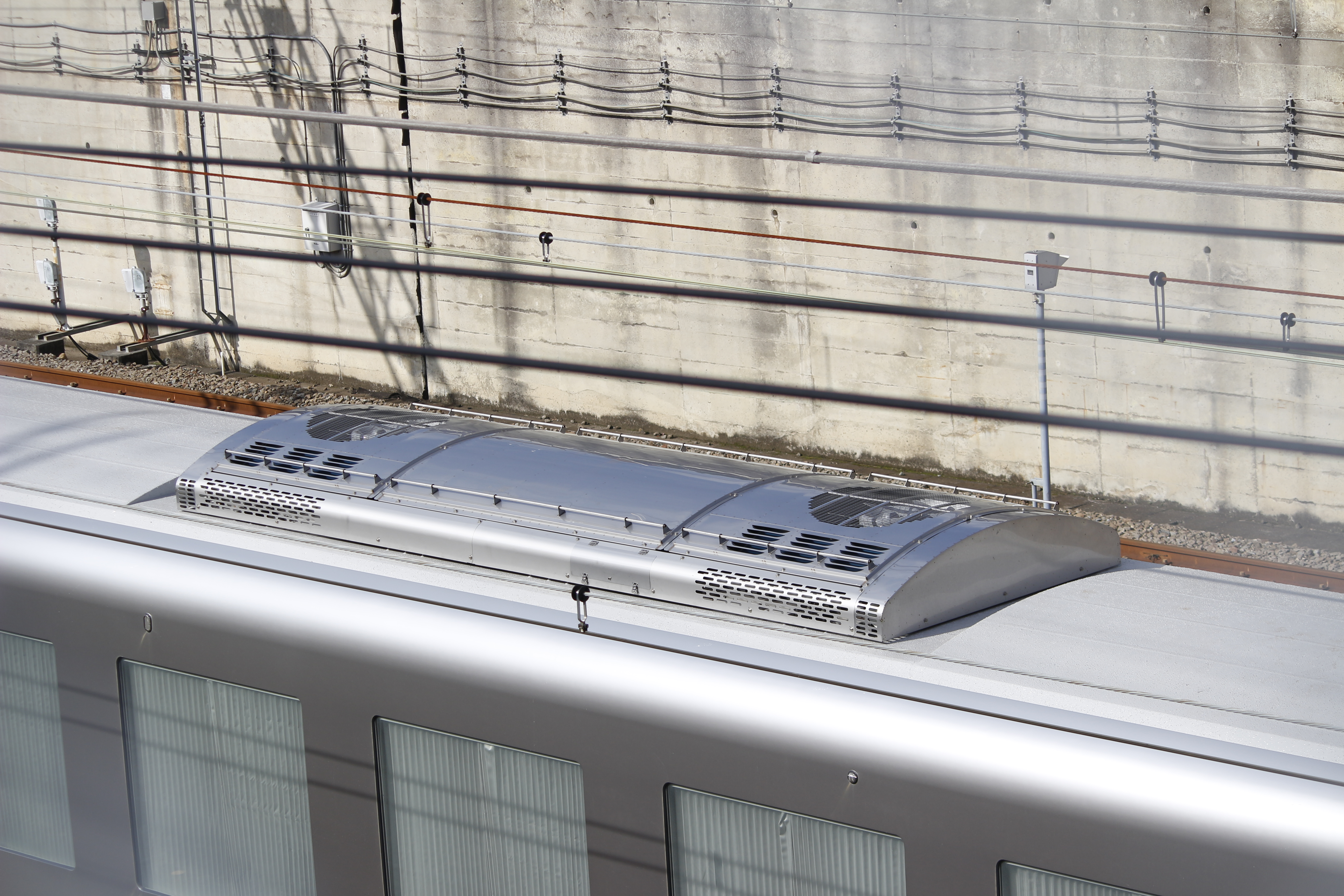
空調装置 （モハ001-A2 2018年10月）
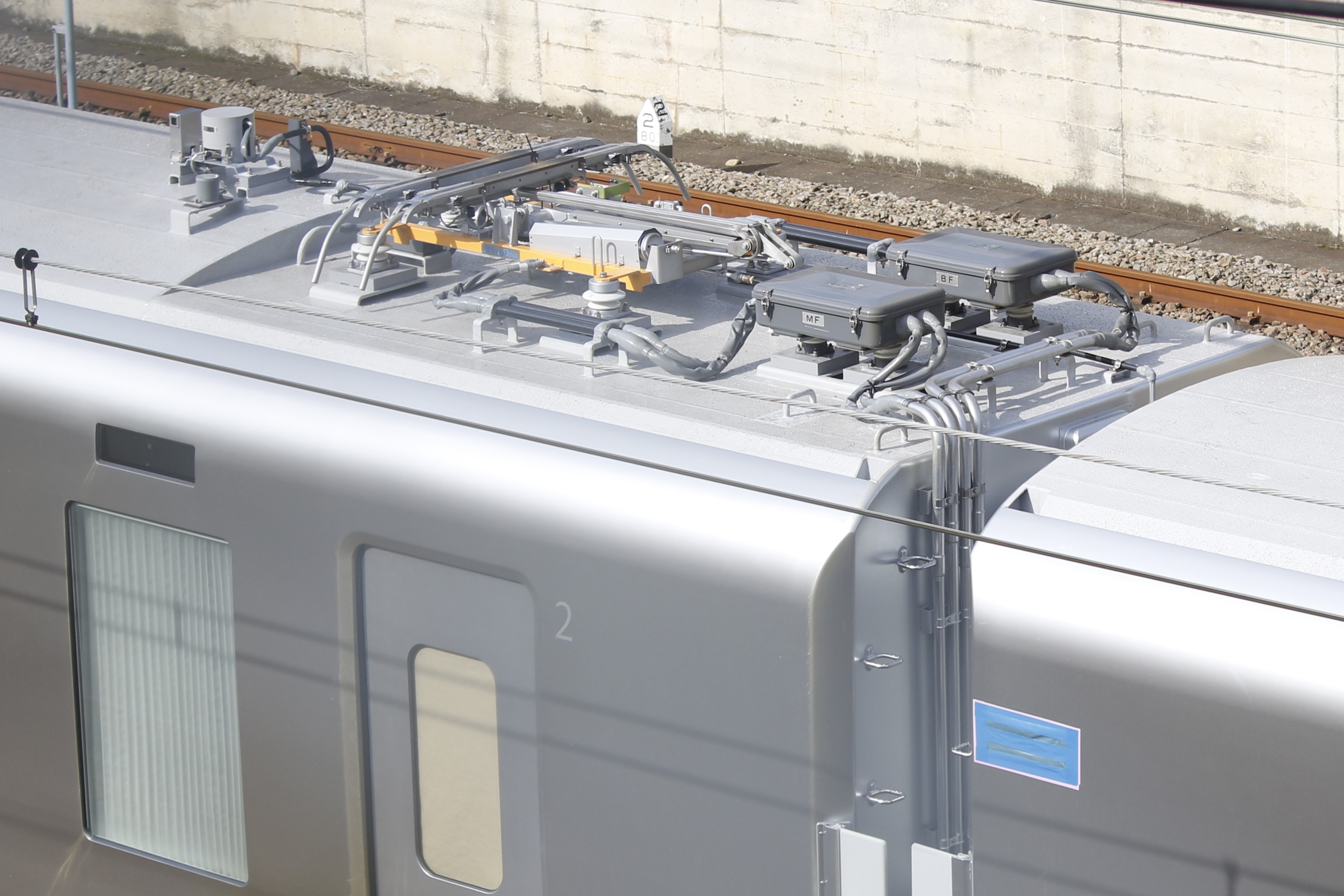
A編成、M車のパンタグラフ周り （モハ001-A2 2018年10月）
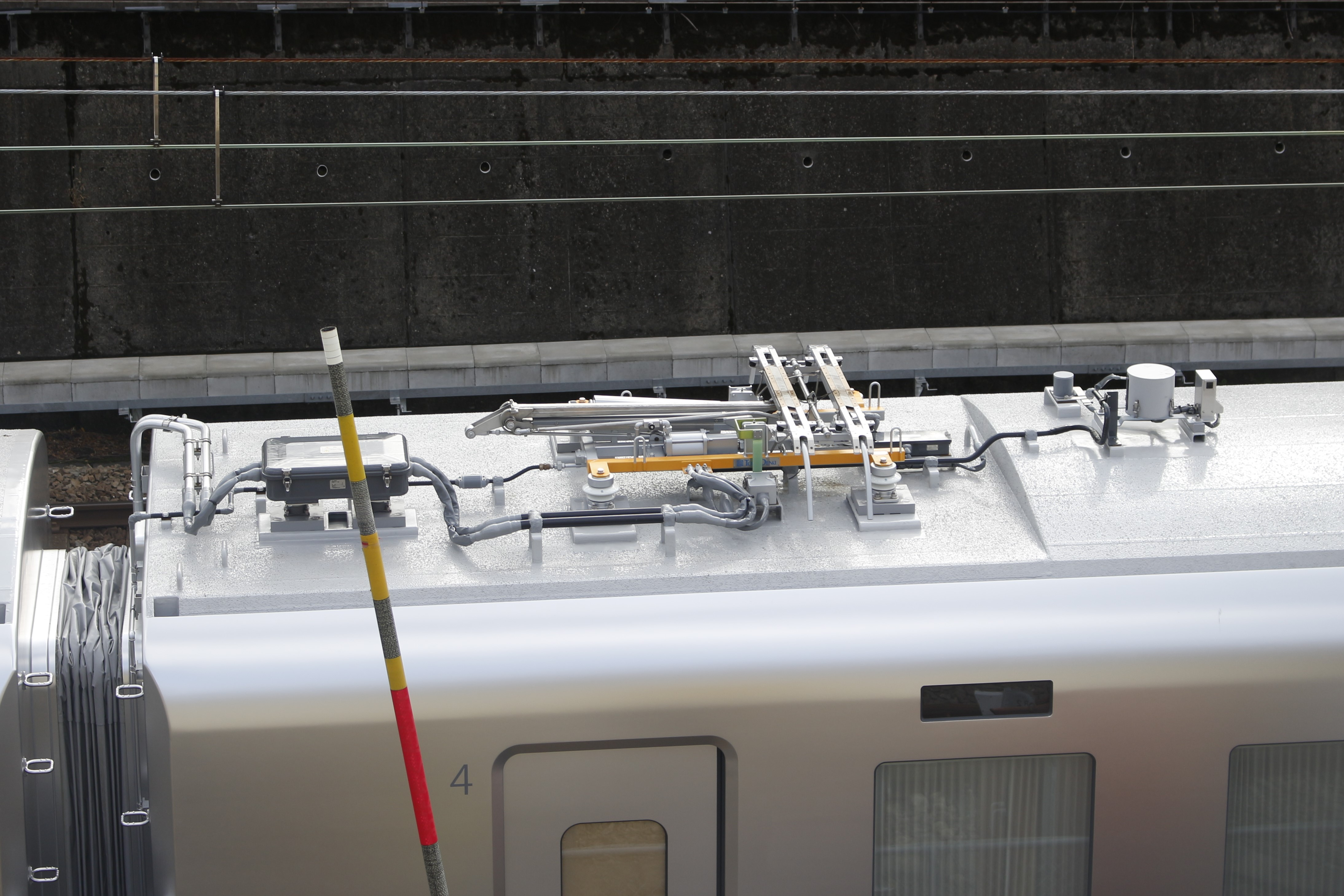
A編成、T車のパンタグラフ周り （サハ001-A4 2018年10月）
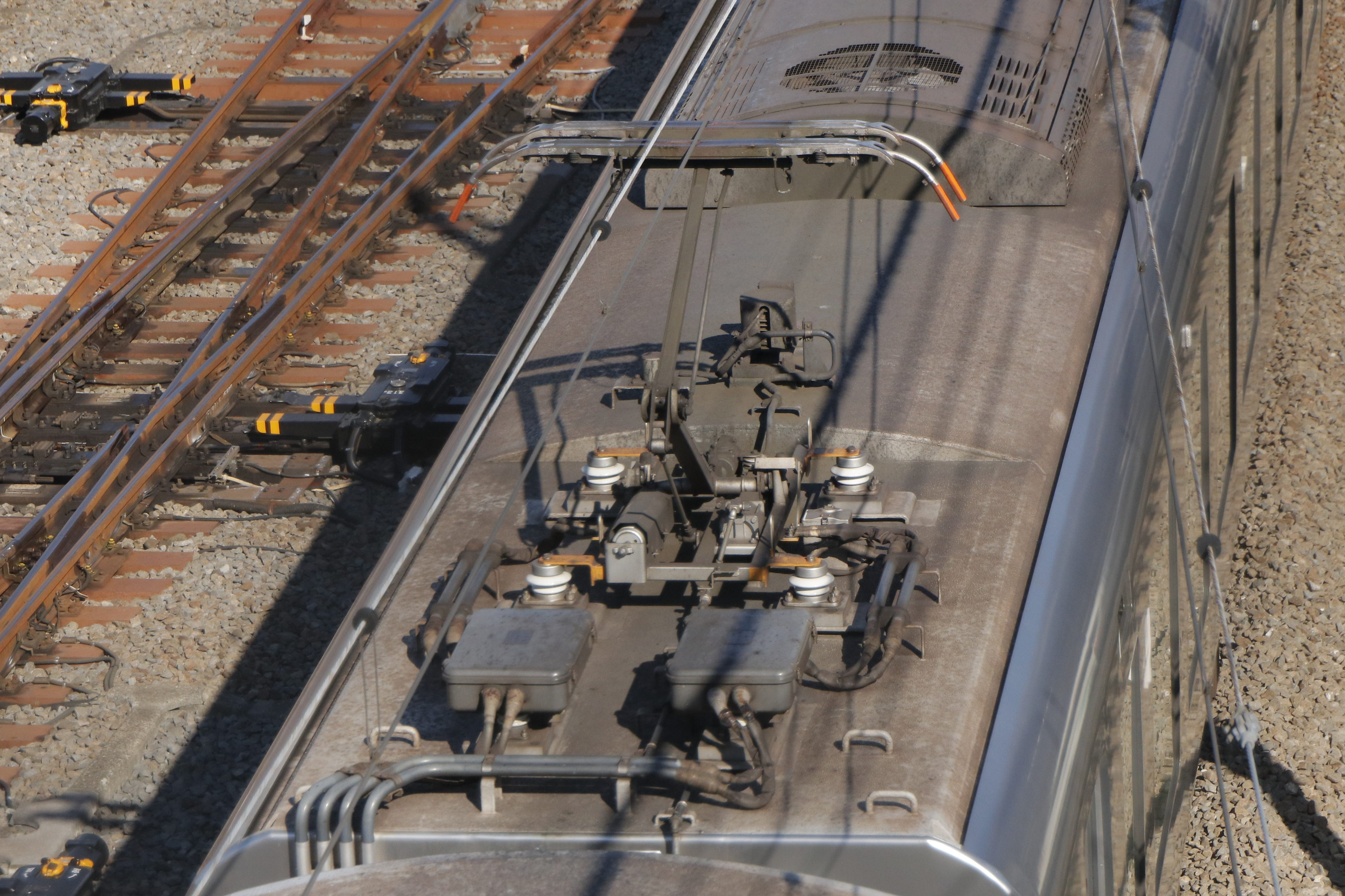
M車のパンタグラフ周り （モハ001-F2 2023年7月）
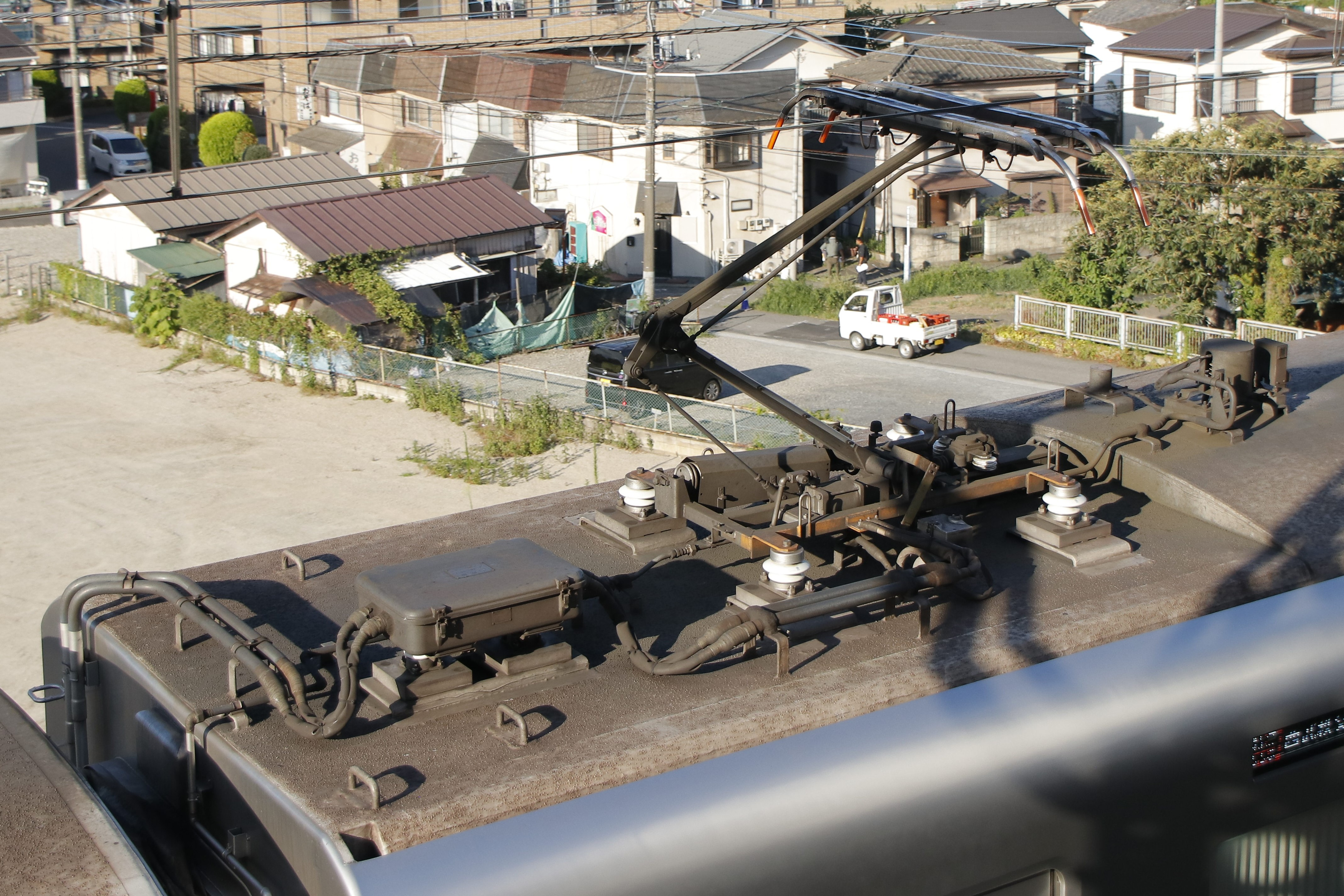
T車のパンタグラフ周り （サハ001-G4 2023年7月）

## 編成表
| | ← 飯能・西武球場前池袋・西武秩父 → | ← 飯能・西武球場前池袋・西武秩父 → | ← 飯能・西武球場前池袋・西武秩父 → | ← 飯能・西武球場前池袋・西武秩父 → | ← 飯能・西武球場前池袋・西武秩父 → | ← 飯能・西武球場前池袋・西武秩父 → | ← 飯能・西武球場前池袋・西武秩父 → | ← 飯能・西武球場前池袋・西武秩父 → | 竣工日     |
| 号車 | 1                                  | 2                                  | 3                                  | 4                                  | 5                                  | 6                                  | 7                                  | 8                                  | 竣工日     |
| 形式 | クハ001-01 (Tc1)                   | ＜ モハ001-02 (M1)                 | モハ001-03 (M2)                    | ＜ サハ001-04 (T1)                 | サハ001-05 (T3)                    | ＜ モハ001-06 (M5)                 | モハ001-07 (M6)                    | クハ001-08 (Tc2)                   | 竣工日     |
| 搭載機器 |                                    | VVVF                               | SIV,CP                             | BT,(CP)                            | (CP)                               | VVVF                               | SIV,CP                             | BT                                 | 竣工日     |
| 自重 | 32.8 t                             | 39.0 t                             | 38.3 t                             | 31.5 t                             | 32.1 t                             | 39.0 t                             | 38.3 t                             | 32.2 t                             | 竣工日     |
| 定員 | 26                                 | 60                                 | 60                                 | 60                                 | 48                                 | 60                                 | 60                                 | 48                                 | 竣工日     |
| 車両番号 | 001-A1                             | 001-A2                             | 001-A3                             | 001-A4                             | 001-A5                             | 001-A6                             | 001-A7                             | 001-A8                             | 2019.01.15 |
| 車両番号 | 001-B1                             | 001-B2                             | 001-B3                             | 001-B4                             | 001-B5                             | 001-B6                             | 001-B7                             | 001-B8                             | 2019.02.19 |
| 車両番号 | 001-C1                             | 001-C2                             | 001-C3                             | 001-C4                             | 001-C5                             | 001-C6                             | 001-C7                             | 001-C8                             | 2019.06.03 |
| 車両番号 | 001-D1                             | 001-D2                             | 001-D3                             | 001-D4                             | 001-D5                             | 001-D6                             | 001-D7                             | 001-D8                             | 2019.10.11 |
| 車両番号 | 001-E1                             | 001-E2                             | 001-E3                             | 001-E4                             | 001-E5                             | 001-E6                             | 001-E7                             | 001-E8                             | 2019.12.02 |
| 車両番号 | 001-F1                             | 001-F2                             | 001-F3                             | 001-F4                             | 001-F5                             | 001-F6                             | 001-F7                             | 001-F8                             | 2020.02.13 |
| 車両番号 | 001-G1                             | 001-G2                             | 001-G3                             | 001-G4                             | 001-G5                             | 001-G6                             | 001-G7                             | 001-G8                             | 2020.02.25 |
| 車内設備として、各車にゴミ箱と、1・5号車に以下のものを備える。 - 1号車：トイレ（多目的・男性用各1）、洗面台、車椅子スペース及び対応座席（2席） - 5号車：トイレ（共用・男性用・女性用各1）、AED、パウダールーム |                                    |                                    |                                    |                                    |                                    |                                    |                                    |                                    |            |

- VVVF：主制御器（VVVFインバータ/1C4M2群）
- SIV：補助電源装置（静止形インバータ）
- CP：電動空気圧縮機（カッコ内は準備工事）
- BT：蓄電池
- ＜：集電装置（シングルアームパンタグラフ）

## 運用
A編成 - G編成の8両編成7本が池袋線系統の特急「ちちぶ」「むさし」として運用されている。

### 導入まで
2018年10月28日に最初の編成が小手指車両基地に到着した。翌29日の発表までは形式や愛称が明かされておらず、このA編成の輸送は先頭部やロゴ、車両番号が目隠しされた状態で行われていた。また当初はロゴの位置が低かったが、到着後まもなく現在の位置へと変更されている。12月23日より本線での試運転を開始し、2019年2月3日にはB編成も到着。同月中旬以降には試乗会も行われた。
2019年3月16日のダイヤ改正より定期運行を開始、当初は1運用のみであったが、C編成が到着した6月、またD編成が到着した10月に運用を増やし、さらに翌2020年3月14日のダイヤ改正より同系統の特急列車を本系列で統一した。

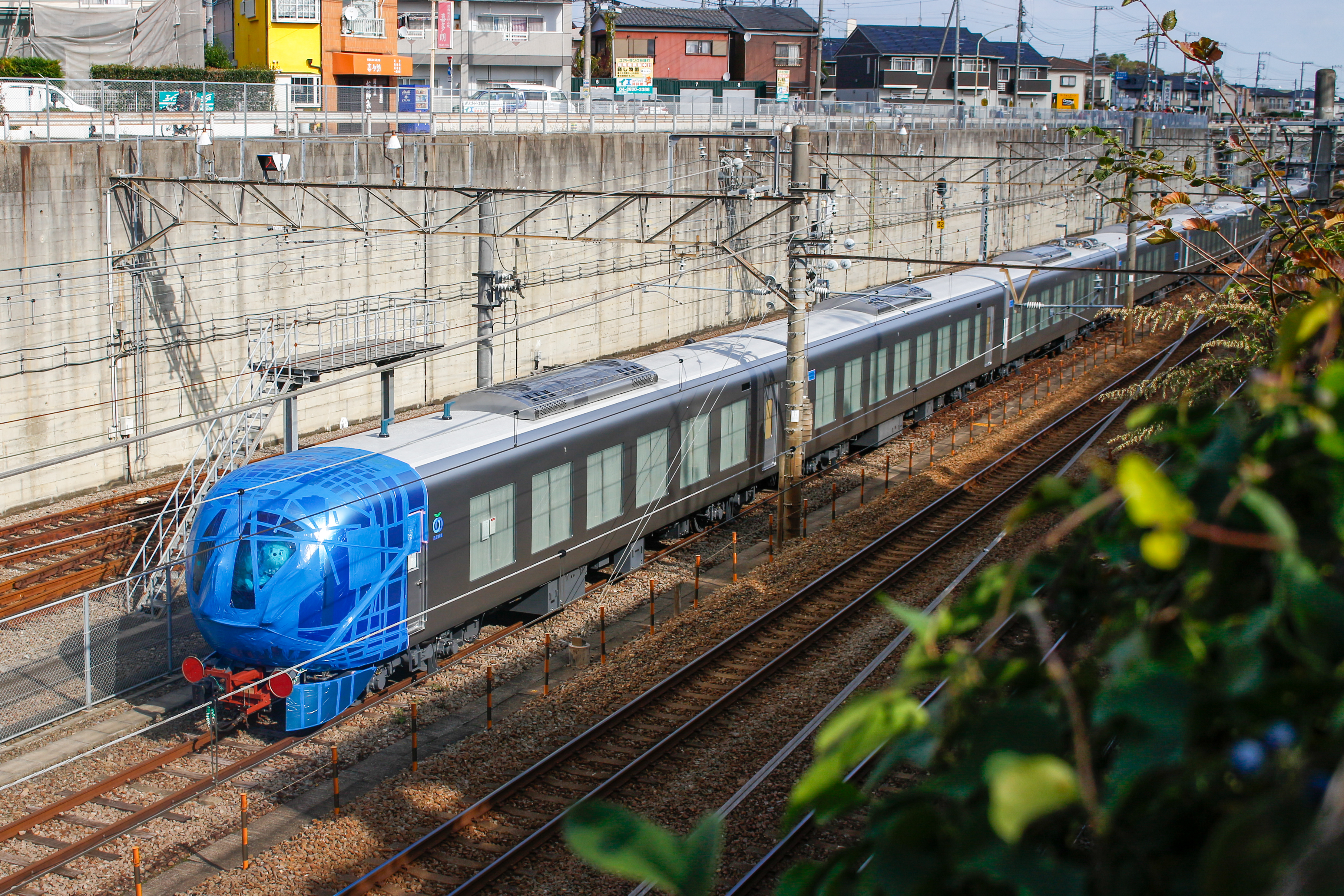
A編成の甲種輸送 （2018年10月28日 新秋津）
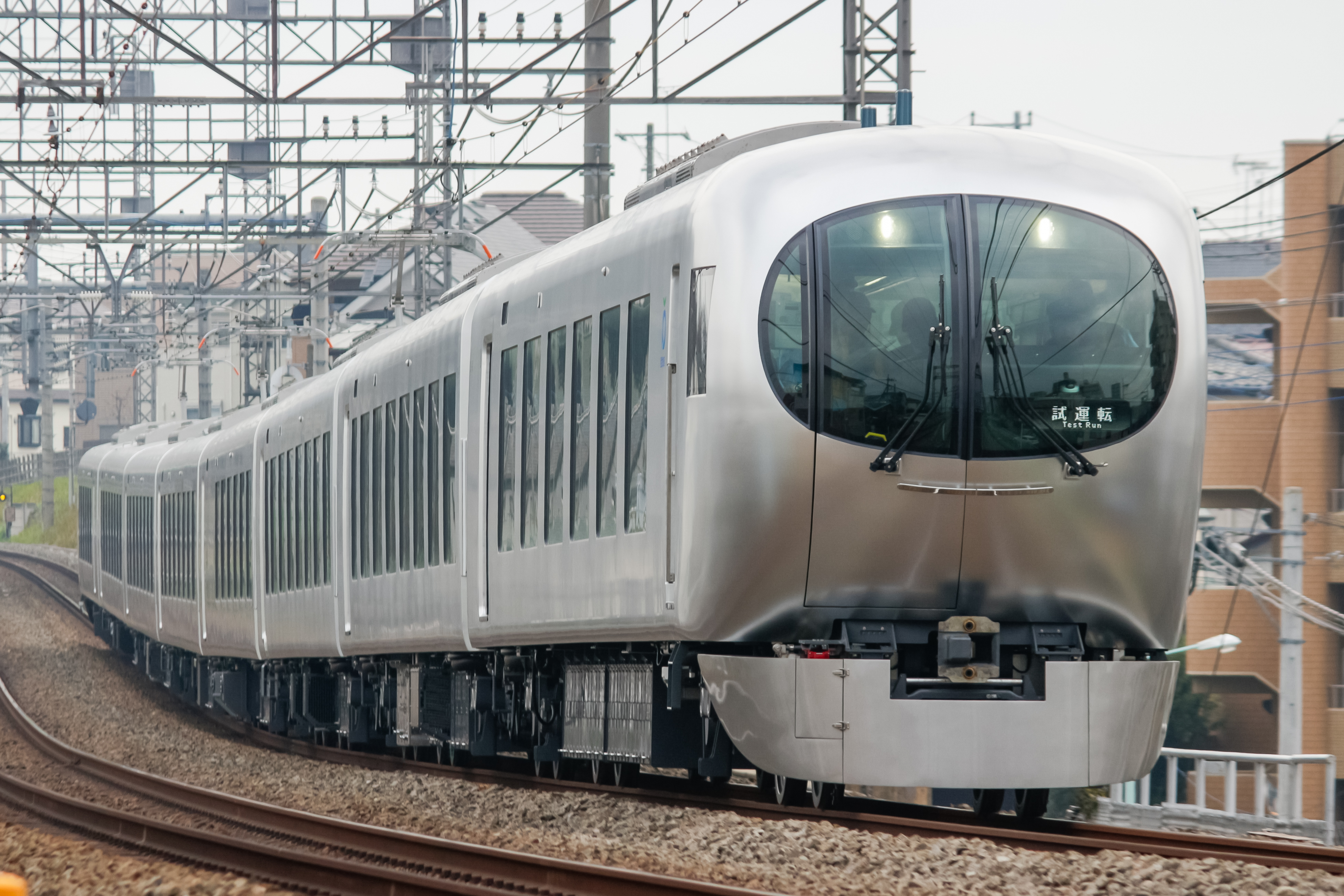
A編成の試運転初日 （2018年12月23日 小手指-西所沢間）
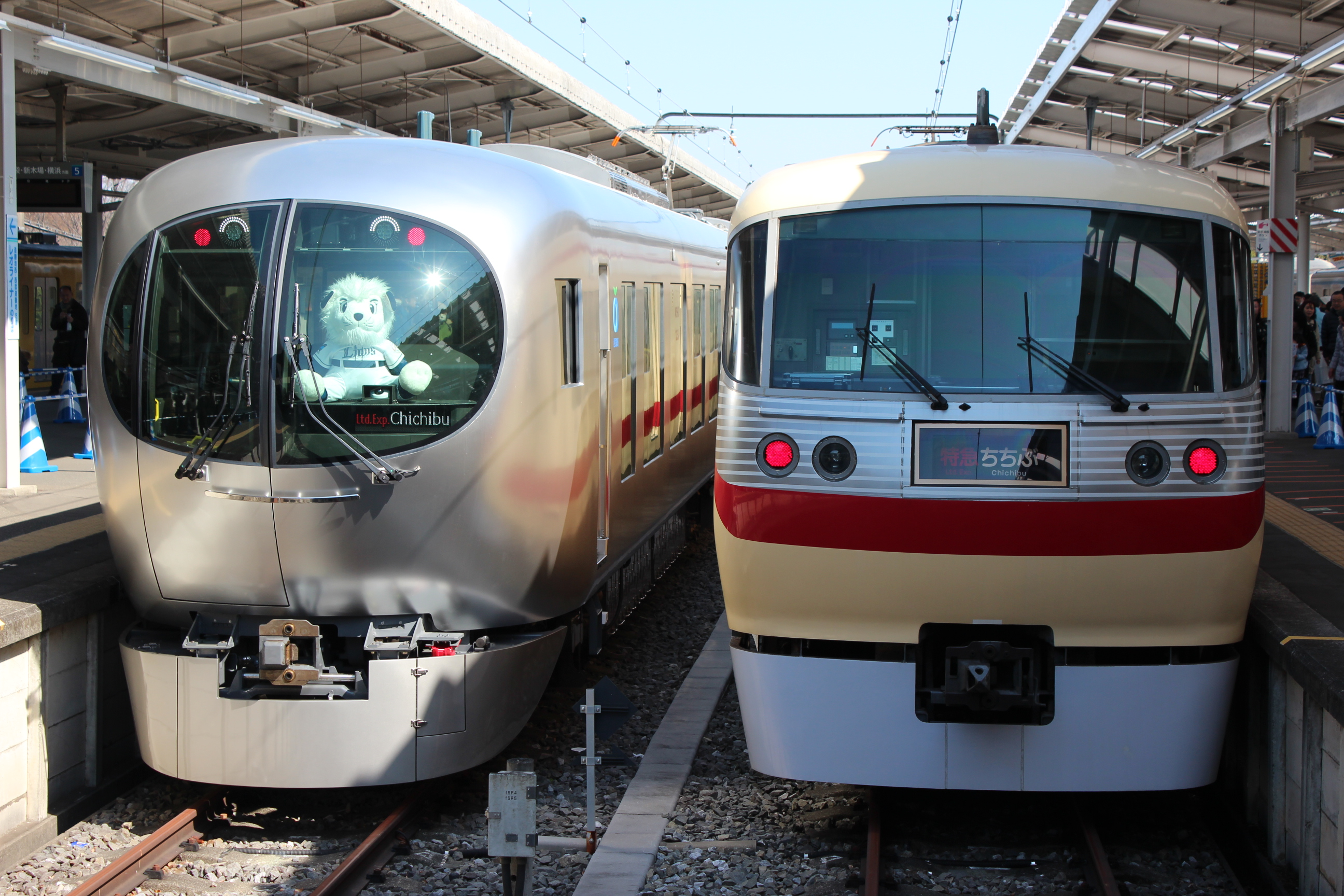
西武球場前でのお披露目イベントの様子 （A編成 2019年3月2日）

### 特別な運用
新宿線での定期運用は存在しないが、臨時列車としての運行実績があり、以下のようなものがあげられる。
- 2019年4月27日 - 5月6日：臨時特急列車として本川越駅 - 飯能駅間で営業運転を実施。
- 2019年10月5日：「西武トレインフェスティバル2019 in 南入曽車両基地」にてC編成を展示[36][37]。
- 2022年1月22日：ツアー開催にあわせ、南入曽車両基地でD編成を展示[38]。
- 2024年7月14日：「本川越駅からLaviewに乗って“ライオンズ夏祭り2024”に行こう！」ツアーを実施。D編成による臨時列車が本川越 - 南入曽車両基地 - 西武球場前の経路で運転された [39][40]。
- 2024年7月27日・28日：本川越駅1番ホームに車両を留め置き、車内とホーム上で「本川越駅ホーム Laview夏まつり」を開催[41][42]。27日はC編成、28日はA編成が使用された。

### 装飾
- グッドデザイン金賞の受賞により、各号車の車内エントランス部（車両番号等の表記の右隣）にロゴマークを掲出していた。
- ブルーリボン賞の受賞により、2020年11月頃（A編成は10月25日[13]）から「Laviewブルーリボン賞受賞記念オリジナルロゴ」を車体側面4箇所（「Laview」ロゴ下部）に、また記念プレートを各車の車内エントランス部（車両番号等の表記の下）に掲出。車外のロゴは2024年10月上旬に剥がされた。
- 特急ラビュー・ムーミンバレーパーク5周年共同キャンペーンの一環として、2024年3月より1年間の予定でG編成にムーミンの装飾が行われている[43]。3月16日からムーミントロール・リトルミイのぬいぐるみが両運転台に乗せられ、また3月末より客室内妻部にキャラクター等のステッカーによる装飾が行われている。